# ウルトラマンメビウスの登場怪獣
- ウルトラマンメビウス > ウルトラマンメビウスの登場怪獣
- ウルトラ怪獣一覧 > ウルトラマンメビウスの登場怪獣

ウルトラマンメビウスの登場怪獣（ウルトラマンメビウスのとうじょうかいじゅう）は、特撮テレビドラマ『ウルトラマンメビウス』、およびそれに関連する漫画やショーなどに登場する架空の怪獣（マケット怪獣、超獣、円盤生物を含む）、宇宙人（異次元人を含む）、ロボット、その他の生物の一覧である。並び順は基本的に登場話数順とする。
劇場版やオリジナルビデオに登場する怪獣についてはウルトラマンメビウス&ウルトラ兄弟#登場怪獣・宇宙人・ウルトラマンメビウス外伝 アーマードダークネス・ウルトラマンメビウス外伝 ゴーストリバースを参照。
特記のない限り、身長・体重は公式ホームページに基づく。

## マケット怪獣

### マケット怪獣 ミクラス
第4話「傷だらけの絆」、第8話「戦慄の捕食者」、第9話「復讐の鎧」、第13話「風のマリナ」、第27話「激闘の覇者」、第28話「コノミの宝物」、第36話「ミライの妹」に登場。
カプセル怪獣の1体であり、GUYSのドキュメントUGに記録が残っている。本作品では『ウルトラセブン』当時のデータを参考にGUYSの手で再現・製作された「マケット怪獣」として登場し、人間に使役される。活動制限時間は1分で、使用後は分子ミストの再チャージに1時間を要する。
当初はGUYS隊員たちに「弱そう」「不細工」と不評で、リュウには名前を「ミコノス」と間違えられる。刷り込みでコノミを母のような存在と認識し、彼女に懐く。非常に臆病な性格であるが、コノミの思いに応えてケルビムに立ち向かう。活動制限時間により、大きなダメージを与えることなく姿を消す。
コノミ以外の隊員による運用が難しいため、当初は上層部から不良品とみなされるが、徐々に他の隊員にも心を開くようになり、戦果も上がっていく。また、臆病だった性格もケルビムとの戦い（2度目）で克服する。
- スーツアクター：西村郎
- 第4話の脚本を担当した小林雄次は、『セブン』のアギラのような臆病で愛嬌のあるキャラクターとして描いている[5]。

#### マケット怪獣 エレキミクラス
第8話「戦慄の捕食者」から登場。
マケット怪獣ミクラスに電撃攻撃を付加した新形態であるが、外見上の変化はない。放電能力を付加させるためのエレキユニットの強化実験により、進化した。様々な電気怪獣のデータを移植されており、ドキュメントSSSPのネロンガとドキュメントMATのエレドータスのデータからは電撃放射能力に加え、透明化能力も追加されている。なお、移植の際にはエレキングのデータも試されているが、オリジナルのミクラスから継承されていたトラウマによって拒絶され、リムエレキングが生まれる一因となっている。
ボガールと交戦し、2度目の対戦となる第9話で両腕からの電撃によって圧倒する（これが事実上、初の勝利記録となる）。しかし、その変異体のボガールモンスには電流攻撃が効かず、一方的に倒される。第13話ではムカデンダーと交戦するが、ダメージを与えられない（発動したのがコノミではなくマリナだったこともあってか、出撃当初は指示を聞かない）。第27話ではゼットンに劣勢のメビウスを救援するために電脳空間へウインダムと同時出撃し、ウインダムのレーザーとの連携でゼットンにダメージを与える。

### マケット怪獣 リムエレキング
第8話「戦慄の捕食者」から登場。
偶然生まれた小型マケット怪獣であり、通称「リム」。姿と形はエレキングに近いが、大きさと頭身は人間の赤ん坊ほどしかなく、鳴き声も可愛らしいものになっている。「リム」とはリミテッドの略で、コノミが命名した。
ボガールに対抗するため、マケット怪獣「ミクラス」に電撃能力を追加して強化する際に過去のアーカイブ・ドキュメントUGからデータを引き出すが、エレキユニットの運用実験の際に高エネルギー分子ミストを生成する粒子加速器の故障と、ミクラスの記録に残っていたかつてエレキングと戦ったトラウマがエレキングのデータを拒絶したため、リムは実体化してサコミズの肩に出現する。活動可能時間に限界はないが、ミクラスやウインダムとは出現の仕方が少々異なり、分子ミストの再チャージに要する時間が1秒以下のため、次々とフェニックスネストに出現しては電撃でジョージの髪を逆立たせたりする。出現中、コンセントに尻尾を突っ込んで電気を補充する。
その後、トリヤマ補佐官の「官公庁にはマスコットキャラが必要」という主張に基づき、GUYS のマスコットキャラクターとして採用され、しばしばGUYS作戦室に出没しては隊員たちと戯れている。ミクラスと同じくコノミに懐いており、トリヤマ補佐官が首根っこを掴んで抱えた時は嫌がっていたが、テッペイの頭に乗る、マルが平気で抱きかかえるなど、コノミ以外の隊員たちにも懐いている模様。
第27話では、本物のエレキングがマケット怪獣の候補とされ、用意されたテスト用カプセルをコノミが使用しようとするが、結局は使用されずに終わる。
第49話でエンペラ星人に粒子加速器を破壊されたことにより、再チャージができなくなって消滅するが、第50話でメビウスが光の国へ帰った直後にはコノミの前に再び姿を現す。
- デザインは酉澤安施が担当[9]。酉澤は子供のころにエレキングをウミウシの怪獣だと思っていたことから、水棲生物風にデザインし、さらにハムスターのような可愛さも加えている[9]。
- 当初は「ミニット怪獣」という名称で、エレキングだけでなくレッドキングやキングジョーにもデザインが用意されていた[9]。また、ミクラスもラフデザインのみ描かれている[9]。
- 撮影では、コノミ役の平田弥里をはじめとする出演者らが抱きかかえる際にはパペットが、ジャンプなどのアクションをさせる際にはCGが使われている。

### マケット怪獣 ウインダム
第11話「母の奇跡」から登場。
かつてモロボシ・ダン＝ウルトラセブンが持っていたカプセル怪獣の中の1体。GUYSのドキュメントUGにデータが記録されている。本作品では、『ウルトラセブン』の時代のデータを下に防衛隊GUYSの手によって再現された「マケット怪獣」の第2号として登場し、人間に使役される。活動制限時間は1分で、メタリックなボディを持ち、頭部からレーザーショットを発射する。遠距離からの攻撃を得意とするが、接近戦を好む傾向がある。コノミ隊員以外のクルーによる運用が難しかったミクラスと違い、誰にでも扱える。劇中では主にテッペイが運用する。
第11話のディノゾールリバース戦で初出撃し、レーザーショットで攻撃するがすべて防がれ、接近戦を挑もうとしたところで時間切れになり、消滅する。第14話ではインセクタス（雌）を相手に再出撃し、勝利を果たす。第20話でハーメルンプロジェクトの試験で召喚された際には、盆踊りを踊らされる。第27話でゼットンに追い詰められたメビウスへの加勢にミクラスと同時出撃した際には、ミクラスの電撃との連携攻撃でゼットンを戦闘不能に追い込む。
- スーツアクター：丸山貢治
- 第20話の盆踊りは脚本にはなく、監督の小原直樹と特技監督の鈴木健二の打ち合わせで加えられた[13]。振り付けはオトワ役の野口雅弘によって考えられた[13]。
- バンダイの「DXガイズメモリーディスプレイ」のCFでは、本作品でのスーツではなく『ウルトラセブン1999最終章6部作』でのスーツが用いられた[14]。

#### マケット怪獣 ファイヤーウインダム
第24話「復活のヤプール」から登場。
新開発されたGUYSタフブックによってゼットン、パンドン、ブラックエンドといった火炎を操る怪獣のデータを付加され、ウインダムがパワーアップ。頭頂部のとさかが赤くなったほか、左腕に火炎弾を放つ銃口を装備する。
シミュレーションではムカデンダーやバードンのホログラムを相手に善戦する。しかし、訓練中にリュウ隊員に憑依したヤプールの工作でガンウィンガーからのスペシウム弾頭弾の攻撃を受け、ガンウィンガーやガンローダーに対空砲火を浴びせるが撃墜には至らず、訓練が中止されて消滅する。
第31話ではロベルガーに苦戦するメビウスを援護し、接近戦で互角以上に渡り合った後に火炎弾を連射し、ガンブースターおよびリュウのトライガーショットとの連携で、メビウスの勝利に貢献する。この回から戦闘スタイルにメビウスを思わせる動きが見られるようになり、動きもかなり身軽になる。第46話ではグローザムに苦戦するメビウスを援護すべく登場するが、火力をMAXまで引き上げた火炎弾もグローザムには通用せず、あえなく時間切れに追い込まれる。
- デザインは丸山浩が担当[14][17]。検討案では手にアイスラッガーを装備したものやファイヤーマークを付けたものも存在した[14][17]。左腕だけが火器となったもののカラーリングと銃口を変えたものが決定稿となった[17]。
- スーツは通常形態との差し替え式となっている[14]。通常形態とは別に『ウルトラセブン1999最終章6部作』でのスーツを改造するという案もあった[14]。
- 第31話は脚本ではロベルガーを撃つだけであったが、監督の八木毅がスーツを見て気に入り、アクション描写が増やされた[18]。馬跳びのシーンは空中回転させる案もあったが、上手く撮影できずに馬跳びの方が採用された[18]。
- 火炎弾は、『大怪獣バトル ULTRA MONSTERS』で「ファイヤーショット」と名づけられている。

## 宇宙斬鉄怪獣 ディノゾール
第1話「運命の出逢い」、第4話「傷だらけの絆」、第5話「逆転のシュート」、第11話「母の奇跡」に登場。
メタリックブルーの強固な外骨格に覆われた体は、地球の兵器による攻撃を一切寄せ付けない。本来は宇宙空間で少ない水素分子を集めるために使う鋭い鞭状の舌（断層スクープテイザー）を目に見えないほどの速さで振り回し、あらゆる物体を瞬時に切断する。舌は総延長が1万メートルにも達するのに対し、直径は1オングストロームしかないことから、視認は非常に困難となっている。外殻部の背部や体側からは、爆発力の高い流体焼夷弾（融合ハイドロプロパルサー）を大量に連射できる。2本の長い尻尾は、自在に動かして敵を締め付けることも可能となっている。宇宙空間のみならず、大気圏内の飛行能力にも優れている。
25年間も怪獣が現れなかった地球へ高次元捕食体ボガールに引き寄せられて突如飛来し、迎撃した対怪獣防衛チーム「旧CREW GUYS」を全滅させたうえで街を破壊し尽くすが、メビウスのメビュームシュートを頭に受けて倒される。
第4話ではホログラムとして登場。マケットミクラスの性能テストのトレーニング相手役となる。
第5話ではボガールに別個体が呼び寄せられるが、地球に到着する前にハンターナイトツルギのナイトシュートで倒される。
渡りを行う習性があり、第11話では第1話に登場したディノゾールの経路を追って大群が地球に向かってくる。GUYSスペーシーが配備した宇宙機雷ライトンR30マインで地球に侵入しようとしたほとんどの個体が倒され、残った群れは進行方向を変えられる。機雷群を抜けて地球に降り立った1匹は、ガンウィンガーから放たれたスペシウム弾頭弾で頭部を破壊されて倒されるが、まもなく体の極性を反転させてディノゾールリバースとして再生する。
- スーツアクター：西村郎
- デザインは酉澤安施が担当。
  - 元々は『ウルトラマンコスモス2 THE BLUE PLANET』のサンドロスの没デザインで、これ以前に『ウルトラマンマックス』第22話に登場した魔デウスの候補デザイン（同話に謎の女が作る粘土像としても登場）にも流用されていた[21][22]。『マックス』第22話監督の実相寺昭雄から「日の目を見て欲しい」と評されており、酉澤は実相寺への恩返しも込めて第1話の怪獣として再デザインした[22]。
- 鳴き声はゴジラシリーズの怪獣ガイガンの鳴き声を加工したもの[23]。特技監督の原口智生は、設定から金属音を発する怪獣と想起してこの鳴き声を選んだ[23]。
- 第5話でハンターナイトツルギに倒される個体は、媒体によっては「ディノゾールII」と表記されている[20]。
- 最後に怪獣が出現してからディノゾールが出現するまで25年と2週間という設定は、『ウルトラマン80』最終話放送日（1981年3月25日）から『ウルトラマンメビウス』第1話放送日（2006年4月8日）までの期間に由来している[24]。
- 第1話ではメビウスとほとんど絡まなかったため、第2話で再生して再登場する予定であったが、プロデューサーの岡崎剛之による要望で第1話にウルトラの父が登場し、第2話では人気怪獣を登場させるというものから急遽グドンに変更された[23][25]。

### 宇宙斬鉄怪獣 ディノゾールリバース
第11話「母の奇跡」に登場。
GUYSに倒されたディノゾールが逆立ちで立ち上がり、生物としての極性を反転 (reverse) させて復活 (re-birth) した姿。尾の先端の神経節が肥大して新たな脳幹が形成され、2つの頭を持つ形態に変化した結果、本来持っていた推進器官による飛行能力は失われている。餌である水素分子を収集する。2つの頭から放つ2本の断層スクープテイザーの動きは人間はもちろん、メビウスでも見切ることは困難である。
背部（ディノゾールの時は腹部発光器官）からの融合ハイドロプロパルサーや断層スクープテイザーでマケットウインダムやGUYSの攻撃を防ぎきってメビウスをも翻弄するが、まもなく参戦してきたヒカリに断層スクープテイザーを切断され、メビュームシュートとナイトシュートを同時に受けて倒される。
第21話では、怪獣墓場に漂っている姿が発見される。
DXウルトラコクピット版『ウルトラマンメビウス外伝 超銀河大戦』では、アークボガールによって地球へ呼び寄せられ、以前のようにガンウィンガーのスペシウム弾頭弾で頭部を爆破された後にリバースと化して復活するが、メビウスとヒカリに倒される。
- スーツアクター：末永博志
- デザインは酉澤安施が担当。上下をひっくり返すアイデアは脚本家の赤星政尚の案によるもの[22]。
- ディノゾールリバースが水素を求めて向かったダムは、『ウルトラQ』第13話でガラモンに1度破壊された熊谷ダムである[26]。
- 『ウルトラマンゼロ＆オールスターウルトラマン超絶!ウルトラリーグ』（『てれびくん』2011年8月号掲載分）では、ウルトラの父、ウルトラマンノア、ウルトラマンキングのもとへ向かうウルトラマンゼロ、ウルトラマンコスモス（コロナモード）、ウルトラマンダイナを襲うが、返り討ちにされる。

## 地底怪獣 グドン
第2話「俺達の翼」、第9話「復讐の鎧」に登場。
34年前、ウルトラマンジャックと戦ったグドンの別個体。ドキュメントMATに記録が残っている。ボガールの影響によって登場したと思われる。形状は初代とほぼ同じであるが、若干腹が太くなっているうえに顔付きもやや異なり、目には瞳がある。弱点は腹部。黄昏時の工事現場に出現し、両腕のムチ状の振動触腕でGUYSやメビウスを苦しめる。GUYSの攻撃で右腕のムチを失いながらもメビウスと互角以上に渡り合うが、メビュームブレードの一撃を受けて爆散した。
第9話では、山間部でボガールに呼び寄せられた個体が、同じく呼び出されたツインテールと交戦して劣勢となる。ボガールが巨大化すると抵抗を試みるが、結局はツインテールに先立って捕食された。
- スーツアクター：西村郎（第2話）、末永博志（第9話）
- 両腕の振動触角は「振動触腕エクスカベーダー」と呼ばれ、硬化させて槍状に変化させたムチを岩盤に食い込ませた後、ムチを軟化させて地盤を破壊して地中を掘り進むと設定されている。
- 劇中では、テッペイに「グドンは34年前に現れてツインテールを食べた」と説明されている。
- 当初、第2話にはディノゾールがディノゾールリバースとして再登場する予定だったが、ジョージとマリナの目と耳が役立つ流れにしたいことや、第2話に人気怪獣を登場させるというプロデューサーの岡﨑剛之による要望で、東京湾の埋立地から出現する地底怪獣としてグドンを登場させることとなった[出典 2]。
- 造形は開米プロの吉松学が担当[32]。『帰ってきた』当時の資料を基に造形された[32]。ラテックスでは劣化するため、FRPで頭部が仕上げられた[32]。ツノはポリ製のものとアクション用の硬質ウレタン製のものがあり、前者は埋立地から登場するシーンにのみ使用されている[32]。ポリ製のツノは、ゴモラなどの角を高山が作る時などに用いている手法である色をポリエステルに混ぜ、黒い部分を作っている[32]。
- スーツは後年の『ウルトラマンデッカー』などでも使用されている[32]。

### プロトマケット怪獣 グドン
第27話「激闘の覇者」に登場。
第27話ではGUYSによって作られたプロトマケット怪獣。仮想空間でゼットンとの臨戦態勢に入る前にゼットンの高熱火球を浴びせられ、敗れる。
マケット怪獣化の件は、活動制限時間の1分が地中に潜っている最中に過ぎては役に立たないという理由で却下された。
- スーツアクター：西村郎

## 火山怪鳥 バードン
第3話「ひとつきりの命」、第24話「復活のヤプール」に登場。
ドキュメントZATに記録が残るバードンの別個体で、その個体が産んだ卵が孵化したものであると思われる。「ウルトラマンを殺した怪獣」と特記されている。学名は「マグマバードン」。狂暴な肉食で、超高熱火炎を口から放射し、鋭い嘴を敵に突き刺すなど、見た目も能力も初代とほぼ同じである。嘴の両脇にある毒袋には猛毒を蓄えており、嘴を突き刺すと毒袋が収縮して猛毒を敵の体内へ流し込むという設定が追加・強調されている。この猛毒のせいで、周囲の樹木が立ち枯れしている描写がある。
ボガールに呼び寄せられ、先代と同様に大熊山の火口付近から出現し、ウルトラマンメビウスと交戦する。嘴でメビウスの左腿を突き刺して猛毒を流し込み、メビウスを弱らせた隙に逃走した後、太平洋上にてGUYSオーシャンの攻撃を受けて日本に戻り、とある漁村にてメビウスと再戦する。猛毒が抜けきっていないメビウスを苦しめるが、GUYSクルーの援護射撃によって毒袋を撃たれ、猛毒が逆流して弱ったところをメビュームシュートとキャプチャーキューブの合体技を受けて倒される。それと同時に、メビウスの体内の猛毒も抜けきる。
第24話ではファイヤーウインダムの運用テストの相手役ホログラムとして実体化する。また、第27話ではその戦闘力からマケット怪獣化が検討されるが、草木を枯らすほどの猛毒は環境に悪いということで却下された。
DXウルトラコクピット版『ウルトラマンメビウス外伝 超銀河大戦』では怪獣墓場で眠っていたが、アークボガールによって目覚めさせられてGUYSに襲いかかる。
- スーツアクター：岩崎晋弥
- 造型はヴィ・ショップが担当[40]。第3話監督の村石宏實は初代バードンを見て鳥としては華奢な印象を受けたため、スーツを初代よりも太めに造形するように指示を出している[41]。初代の体毛に用いられていたサイザルは燃えやすいために使用できず、毛足の長いボアを用いている[40]。
- 第3話のシナリオ上ではメビウスのメビュームシュートだけで倒される展開だったが、監督の村石から「それだと毒が飛び散る」という指摘があり、作中での展開に変更された[42][41]。

## 宇宙凶険怪獣 ケルビム
第4話「傷だらけの絆」、第20話「総監の伝言」、劇場版『ウルトラマンメビウス&ウルトラ兄弟』、DVD版『ウルトラマンメビウス外伝 アーマードダークネス』に登場。
ボガールに呼び寄せられた宇宙怪獣。特徴は頭部の角と耳部から生えた鎧状の鰭、中2本が長い4本の指。遠距離では空気に触れることで変化した3000度の高熱火球（弾道エクスクルーシブスピット）、中距離では無数の鋭利な棘が先端の瘤に生えた長い尻尾（超音速クラッシャーテイル）、近距離では両腕の鋭利な爪と頭頂部の鋭い角（裂岩マチェットホーン）と、間合いに関係なく敵を攻撃できる。飛行・空中浮遊能力を持ち、自身を回転させて尻尾を遠心力で振り回す攻撃により周囲を破壊する。
第4話では、上記の多彩な攻撃でミクラスやメビウスを翻弄するが、ミクラスに翻弄されてコノミ隊員に角を破壊された後、懐に入ったメビウスのメビュームブレードで一刀両断される。
第20話では、1匹目が日本海に潜伏した際に産み落とした卵から、新しい個体が孵化する。GUYS対怪獣研究所の音響放射装置の誘導電波を耳で共鳴支配し、アーストロンを操ってメビウスと戦うが、ガンブースターの攻撃で音響反射装置を破壊されてアーストロンを操れなくなり、仲違いしたところをメビウスブレイブのメビュームナイトブレード・ブレードシュートを受けて倒される。この個体は、劇場版『ウルトラマンメビウス&ウルトラ兄弟』にも回想シーンで登場する。
DVD版『ウルトラマンメビウス外伝 アーマードダークネス』では、再び地球に現れた怪獣たちの1体として別個体が登場。
- スーツアクター：永田朋裕
- デザインは板野一郎が担当し、デザインイメージは東宝怪獣のバラゴン[22]。劇場版への登場を前提としていたため、尻尾は長めに設定されている[44]。
- 造型はヴィ・ショップが担当[44]。スクリーン映えするよう、イボや鱗などデザイン画にない細かなディテールが加えられた[44]。イボは、『マグマ大使』のアロンをオマージュしている[44]。

### 『ウルトラギャラクシー大怪獣バトル』に登場するケルビム
『ウルトラギャラクシー大怪獣バトル』第8話「水中の王者」に登場。
アーストロンと戦うが、死んだふりで騙されたところに奇襲を受けて耳を引き千切られ、マグマ光線を受けて爆死する。
- スーツアクター：福田大助
- オープニングではバンピーラと対決している。

### 『ウルトラギャラクシー大怪獣バトル NEVER ENDING ODYSSEY』に登場するケルビム
『ウルトラギャラクシー大怪獣バトル NEVER ENDING ODYSSEY』第10話「新たな戦いの地平で」に登場。
ガッツ星人（RB）に操られ、レイのミクラスと対決する。最初は3,000度の火球と星球状のこぶがついた長大な尻尾でミクラスを追い詰めるが、レイの激励で奮起したミクラスの猛反撃で尻尾を掴まれたうえにそのまま締め付けられ、最後は頭突きであえなく倒される。その際、近くにいたガッツ星人（RB）を押し潰す。
- スーツアクター：福田大助

### 『大怪獣バトル ウルトラ銀河伝説 THE MOVIE』に登場するケルビム
映画『大怪獣バトル ウルトラ銀河伝説 THE MOVIE』に登場。
怪獣墓場で眠っていた個体がウルトラマンベリアルのギガバトルナイザーの力により復活し、ウルトラ戦士たちやレイの怪獣たちと激闘を繰り広げる。グロマイト、アングロス、ロベルガー二世、ジャシュラインらと共にメビウスと戦った後も長く生き残り、満身創痍になった初代ウルトラマンとメビウス、ウルトラマンダイナを襲うが、助けに来たウルトラマンゼロのエメリウムスラッシュを受けて爆散する。

### 『ウルトラマンオーブ』に登場するケルビム
『ウルトラマンオーブ』第9話「ニセモノのブルース」に登場。
惑星侵略連合を裏切ったババルウ星人ババリュー（ニセウルトラマンオーブ）を始末するため、ジャグラスジャグラーが召喚する。ニセオーブを圧倒して変身解除に追い込み、その後も一方的にババリューを攻めたてて火球でとどめを刺そうとするが、そこに現れた本物のウルトラマンオーブ（スペシウムゼペリオン）に、火球を防がれる。まもなく、ハリケーンスラッシュ形態に変身したオーブに圧倒されて空中へ打ち上げられ、最後はトライデントスラッシュで倒される。
- スーツアクター：横尾和則[54]

### 『ウルトラマンZ』に登場するケルビム
『ウルトラマンZ』第21話「D4」に登場。多数の通常個体と、その母親個体の2種が存在する。
通常個体は地球防衛軍の開発した異次元壊滅兵器D4レイの高エネルギーを感知したマザーケルビムによって送り込まれ、隕石の形状を持つ卵から孵化する。地上で耳の第二発声器官で受信したマザーの重力波を増幅・発信することにより、他の卵を孵化させることができる。大気に口から吐く吐瀉物が反応することで発火した3000度の高熱火球弾道エクスクルーシブスピットや長く強靭な尻尾超音速クラッシャーテイル、頭頂部の巨大な角裂岩マチェットホーンを武器とする。
D4の実験場となった東太平洋の中ノ鳥島で最初の1体が孵化したのを皮切りに、7体がストレイジ基地周辺に出現。キングジョー ストレイジカスタムやウルトラマンゼットが対処できないほど繁殖を繰り返し、最終的にはゼットがマザーケルビムを撃破した直後、D4レイによってすべて消滅させられる。
- スーツアクター：石川真之介
- 本話が特撮カットが少なかったため、激戦に見せるために『メビウス』時の設定と同様、卵によって増えるものとなった[58]。

#### マザーケルビム
ケルビムの卵を送り込んでいた巨大な母親個体。
大気圏外のスペースデブリ内から隕石のように無数の卵を産んで地球に落下させ、卵の孵化を促す重力波を発信していたがストレイジに居場所を特定され、駆けつけたウルトラマンゼット デルタライズクローのデスシウムスラッシュによる斬撃で倒される。

## 岩石怪獣 サドラ
『ウルトラマンメビウス』第5話「逆転のシュート」、第8話「戦慄の捕食者」に登場。
『帰マン』に登場したサドラの別個体で、CREW GUYSのドキュメントMATにデータが記録されている。ボガールに復活させられた後、体表から揮発性の分泌液を出し、強力なジャミング効果を持つ磁気を帯びた霧の電磁セクリションフォッグを発生させる。また、霧吹山に入り込んだハイカーの家族を、伸縮できる腕の先にあるハサミの重層ベローズピンチで襲い、全員まとめて捕食する。この個体をはじめ、『メビウス』に登場する個体は両耳にサメのロレンチーニ器官と同じような生体電流感知器官を持っており、それによって霧の中でも正確に相手を認識できる。
霧吹山でGUYSと交戦した1体目はその直後にボガールに捕食されたが（カザマ・マリナは断末魔の声を聞いている）、それは第6話の記録映像の分析で判明する。2体目が都市部に出現してアベックや女子高生たちを次々と捕食し、霧をまといながらの攻撃でGUYSやウルトラマンメビウスを翻弄するが、ガンローダーにベンチレーション・ボルテクサーで霧を吹き飛ばされたところをメビウスにメビュームシュートで倒される。しかし、さらに3体目と4体目が出現して消耗したメビウスに襲いかかろうとしたところ、突如現れたハンターナイト ツルギにそれぞれナイトシュートの一撃で倒される。
第8話では5体目が山中に出現してボガールに捕食されるが、画面に映るのは腕の部分のみである。
- スーツアクター：末永博志
- 造型は品田冬樹が担当[62]。体形は初代のそれから曲がった首の先に頭があるものにアレンジされたうえ、体表から分泌液を出すという設定に基づき、身体の蛇腹の感覚が広めにとられている[62]。伸びた状態の腕も別に1本作られている[62]。スーツは足が短く動きにくいが、第5話監督の髙野敏幸はそれを逆手に取り、電磁セクリションフォッグや重層ベローズピンチなどの設定を上手く活かすことができたと述べている[63]。

## 古代怪獣 ツインテール
第6話「深海の二人」、第9話「復讐の鎧」に登場。
『帰ってきたウルトラマン』に登場したツインテールの別個体。ドキュメントMATにデータが記録されている。本来は水棲怪獣であったことが明かされ、陸上ではブーツ型に曲げていた身体をまっすぐに伸ばし、海中を素早く泳ぎ回る。
メビウスを誘き寄せるためにボガールによって十六島から南西20キロメートルの4500メートルの海底で卵から孵化させられ、高速突進戦法と尾の触手ムチでメビウスを追い詰めるが、GUYSの援護で尾の付け根にある発光体（三半規管）を潰され、メビュームシュートで倒される。海を活かしたその戦法を、テッペイは「海中でならグドンにも勝てたかもしれない」と分析している。
第9話では別個体がボガールに誘き出され、山間部でグドンと戦う。その際、陸上でも見かけによらない身軽な動きを見せ、グドンの体にのしかかって終始圧倒するが、最後はグドン共々ボガールに捕食される。
第21話では怪獣墓場を漂っている姿が描かれる。
第27話ではマケット怪獣化が検討されるが、得意の海中はGUYSオーシャンの管轄であること、陸上ではボガールに歯が立たずに捕食されたことから「エサ」扱いされ、結局は却下される。
- スーツアクター：永田朋裕
- スーツは第6話監督の髙野敏幸の要望で、首が曲がるように造形されている[65]。
- 第6話でメビウスが海底に埋まるシーンは脚本にはなかったが、動かしにくいツインテールのスーツでもメビウスのピンチを演出できるよう、追加された[65]。

## 高次元捕食体 ボガール
第6話「深海の二人」から第9話「復讐の鎧」までと、『ウルトラマンメビウス外伝 ヒカリサーガ』SAGA1「アーブの悲劇」に登場（ボガールヒューマンは第1話「運命の出逢い」から登場）。
高い知能と的確な行動力、凶悪な心を持つ生命体で、怪獣の天敵ともいえる存在。怪獣を主な食料としており、怪獣を捕食することで強化する。自分の餌となる怪獣を宇宙から呼び寄せたり、地球で眠っていた怪獣を復活させることで、地球に再び怪獣が現れるようになった原因を作った。過去にハンターナイトツルギが見守っていた惑星アーブを滅ぼしており、ツルギから仇と狙われている。
地球上では謎の女（ボガールヒューマン）に擬態して行動するが、捕食時にはその正体を現し背中の翼状の大口状の器官で生物はもちろん、その世界さえも最終的に捕食する（「食事」を邪魔するメビウスも捕食対象である）。両手からは波動弾を発射し、念動力で敵の動きを止めたり、敵の体を操ることも可能。長く伸ばせる尻尾も強力な武器で、切られても再生する。戦闘力が非常に高い上、あくまで食事が目的なので形勢が不利になるとすぐにテレポートで逃走する。そのため簡単に倒すことはできない。弱点は電流で、第7話でメビウスに切られた尻尾をGUYSに解析されたことで判明する。第8話でメビウスのメビュームシュートで爆死したと思われたが、その後の解析で脱皮して難を逃れたことが判明。後にグドンとツインテールを目覚めさせて捕食し、エレキミクラスの電撃によって突然変異を起こして第2形態のボガールモンス（後述）に強化変身した。
惑星アーブを滅ぼした経緯は『ウルトラマンメビウス外伝 ヒカリサーガ』SAGA1で描かれており、アーブの民の電撃に苦しめられながらも、捕食して全滅させている。
- 人間体、声（謎の女/ボガールヒューマン）：小山萌子
- スーツアクター：相馬絢也
- エンペラ星人や暗黒四天王との関係は不明だが、ウルトラ大戦争以前にはボガールの王であるアークボガール（ボガールマスター）が暗黒四天王の邪将の座に着いていた（後述）。
- デザインは酉澤安施が担当。デザインイメージは白蛇[22]。当初は等身大という想定でデザインされていた[22]。口を広げた状態は、CGで加工しやすいように手が見えなくなる形となった[22]。

### 高次元捕食体 ボガールモンス
第9話「復讐の鎧」、第10話「GUYSの誇り」に登場。
第1形態のボガール（前述）がエレキミクラスの電撃によって突然変異を起こして強化変身した第2形態。弱点だった電撃にある程度は耐えられるなど全能力が向上しており、メビウスを捕食しかけたこともある。頭部の角状の器官から電撃を発射し、先端が二又に分かれた尾で敵を捕らえ、巨大な翼を大口のように広げて捕食する（変異前は前方が口だが、この形態では後方が口になる）。メビウスに首を絞められて泡を吹いていたことから、呼吸は頭部の口で行っている様子。この形態になって以降はボガールヒューマンへの擬態は見られないほか、以前のように逃げることは少ない。他の怪獣を捕食するたびに増幅する体内のエネルギーに引火した場合、半径100キロメートル以内が壊滅するほどの1.9ギガトンの威力を持つ大爆発を起こすため、下手な攻撃はできない。
第10話でGUYSに特殊な磁場により包まれた孤島におびき寄せられ、メビウスのメビュームシュートとツルギのナイトシュートの斉射で倒れた後、なおもメビウスとツルギに襲いかかろうとするが、ツルギのナイトビームブレードで動きを封じられ、爆散する。
DXウルトラコクピット版『ウルトラマンメビウス外伝 超銀河大戦』ではアークボガールにより再び地球に襲来するが、歴戦で力をつけたメビウスとツルギの敵ではなかった。
- スーツアクター：末永博志
- デザインは酉澤安施が担当。当初はボガールの巨大化した姿という想定でデザインされていた[22]。口が前にあるとギミックが大変になるというボガールでの反省から、口の位置が背中に変更された[22]。

### 高次元捕食獣 レッサーボガール
第21話「虚空の呼び声」、第22話「日々の未来」に登場。
ボガールの同族。旺盛な食欲はボガールと同様であるが、擬態能力を持たず知能も低いなど、性質としてはボガールよりも未熟である。通常は人間大で群れを成して行動しているが、同族の死体を捕食することで急激に質量を増して巨大化する。巨大化時は頭部に角のような突起が発生して腕の爪も異常に発達し、そこから波動弾を放つ。目から放つ怪光線も武器とする。捕食時は伸縮自在の舌状の触手で獲物を拘束し、肥大化した捕食器官を展開して飲み込む。背中の羽根状の器官はボガールモンスでは口だったが、レッサーボガールの場合は時空湾曲能力によって次元を食い破るようにして空間の歪みに消えるためのものである（捕食は頭部の口で行う）。
怪獣墓場内の小惑星に多数が生息しており（描写されたのは2体）、漂着していた宇宙船アランダス周辺にて探索任務中だったGUYSと交戦する。その後、生き残った個体が巨大化してメビウスと戦うが、メビウスブレイブのメビュームナイトブレード・アクティブレードアタックで一閃され、爆死する。
第22話では仲間の匂いを辿り、次元を跳躍して3体が地球に現れる。2体は人間体のままミライが放ったメビュームスラッシュで倒されるが、生き残った1体が2体の死肉を喰らって巨大化する。変身しようとしたミライを怪光線で気絶させ、一度はリュウの乗るガンウィンガーを巨大な口を展開して捕食しようとするが、気絶から復帰して現れたメビウスに阻止される。最後は、メビウスと交戦してガンフェニックストライカーのインビンシブルフェニックスを受けて深手を負い、次元を超えて逃げようとしたところをメビウスのメビュームシュートで倒された。
DXウルトラコクピット版『ウルトラマンメビウス外伝 超銀河大戦』ではアークボガールに送り込まれ、ガンフェニックスを捕食しようとするが、地球に帰ってきたメビウスに倒された。
- スーツアクター：寺井大介
- デザインは酉澤安施が担当。
- 着ぐるみは、胴体が『ウルトラマンコスモス』のマハゲノム、頭部がボガールモンスの物の改造[70]。『ウルトラマンネクサス』のアラクネアの爪も用いられている[71]。ボガールモンスや『ウルトラマンネクサス』のガルベロスのスーツを改造する案もあった[70]。
- 書籍『ウルトラマンメビウス アーカイブ・ドキュメント』では、巨大化時の名称を高次元捕食獣 レッサーボガール（強大化）と記載している[72]。
- 『メビウス』の制作当時は助監督を務めていた越知靖が2024年9月2日に自身のX（旧：Twitter）にて明かしたところによれば、第22話については当初はレッサーボガールではなくシルバーブルーメを登場させる予定だったという[73]。

### 高次元捕食王 アークボガール
雑誌展開やライブステージによる後日譚作品『ウルトラマンメビウス外伝 超銀河大戦』に登場。
全てのボガールの頂点に立つ存在で、様々な宇宙人や怪獣を部下に構える。その正体は暗黒四天王のヤプールの先代に当たる邪将ボガールマスター。知能はボガール族はおろか、並の宇宙人以上に高く、元暗黒四天王なだけに戦闘力も非常に高い。皇帝（＝エンペラ星人）や他の四天王とはしばしば対立していたらしく、命令を無視して星々の生物を喰らうなどの勝手な行動ばかりしたために皇帝たちの怒りを買い、ブラックホールに封印されていたが、皇帝の死と共に再び宇宙に解き放たれた。
外見的な大きな特徴はカラフルな体色、水牛のような頭の大きな角、巨大な鉤爪の付いた右腕、捕食器官についた棘（とげ）である。捕食の際にはかつてのボガールと同様に翼を大口状に広げるほか、腹にも捕食用の大口を有しており、ここから強力な吸引渦を発生させて獲物を飲み込む。他にも爪から発射する破壊光弾や分身能力なども持つ。
プレイムービー DXウルトラコクピット専用DVD版
復活後、様々な宇宙人や怪獣、さらには異次元のゲートを開いて超獣までをも地球に呼び寄せる。その理由は地球そのものを「料理」し喰らうためである。ボガール一族らしく食欲が旺盛で、人間たちを「オードブル」、ウルトラマンたちを「デザート」呼ばわりする。ウルトラマンたちの光線までもを喰らうが、最後はウルトラ兄弟の光線とインビンシブルフェニックス・パワーマキシマムを喰らい、そのあまりに強力な光エネルギーに満足して散った。
てれびくん版（内山まもるの漫画版）
エンペラ星人亡き後、宇宙に新たな時空波を発信してジオルゴンを始めとする宇宙人や怪獣たちを暴れさせる。チブル星人に食料となる怪獣たちを集めた「怪獣牧場」を作らせ、自身もそこに身を潜めていた（時空波もここから発信させている）。怪獣牧場に乗り込んだウルトラ兄弟にチブル星人が倒され、時空波発生装置も破壊された後、ついに姿を現してウルトラ兄弟に襲いかかる。ウルトラ兄弟を圧倒し、メビウスとヒカリ、さらには救援に駆けつけたGUYSの面々をも飲み込み、これで宇宙を支配できると勝ち誇るが、直後にメビウスたちが合体したフェニックスブレイブに体内から爆破され、滅び去った。
テレビマガジン版
謎の電波を送ってウルトラ兄弟を宇宙に誘い出し、宇宙人軍団や怪獣たちに襲わせる。怪獣や宇宙人が全て倒された後、複数のエンディール星人を従えて登場。破壊光弾でウルトラ兄弟を攻撃するが、ウルトラ兄弟が先の戦いで怪獣や宇宙人を倒した時に手に入れていた「3つの光の玉」に自分たちのエネルギーを注入して作った巨大なエネルギーボールをメビウスにぶつけられて爆死した。
ウルトラマンフェスティバル2007ライブステージ版
超巨大な姿（巨大風船）で登場。第1部ではジオルゴンとエンディール星人が切り札として復活させるが、ウルトラ戦士たちの合体光線で倒される。第2部ではジオルゴンやエンディール星人を生贄としてエンペラ星人が再び解き放ち、ウルトラ戦士たちを次々に飲み込むが、メビウスフェニックスブレイブの二刀流で切り裂かれた後、メビュームフェニックスで倒され、飲み込まれたウルトラ戦士たちも解放された。
- 声：佐藤正治（プレイムービー） / 阿座上洋平（スーパーヒーロージェネレーション）

### その他の作品に登場するボガール
- 雑誌連載作品『ウルトラマンゼロ＆オールスターウルトラマン超絶!ウルトラリーグ』（『てれびくん』2011年7月号掲載分）ではボガールモンスがウルトラマンゼロのゼロブレスットを奪おうとする怪獣軍団の一体として光の国を襲撃した。
- 雑誌連載作品『ウルトラマン列伝 ギャラクシーバトルゼロ』（てれびくんおよびテレビマガジン2012年6月号掲載）ではかつてメビウスに倒されたボガールの同族がアナザースペースでウルティメイトフォースゼロの前に現れる。翼状の大口でウルトラマンゼロを飲み込もうとするが、メビウスとヒカリの助言に気付いたジャンボットとジャンナインは、そのピンチに合体電撃攻撃にダメージを負わされボガールモンスへと変形し再び襲いかかる。最後はミラーナイトの強力なバリヤー・ミラーシールドで周囲を張られ、その直後にゼロのゼロツインシュートやグレンファイヤーのファイヤースティックで倒された。

## 健啖宇宙人 ファントン星人
第7話「ファントンの落し物」、第49話「最終三部作II 絶望の暗雲」、第50話「最終三部作III 心からの言葉」、『ウルトラマンメビウス外伝 ヒカリサーガ』SAGA1「アーブの悲劇」に登場。
高い知能を持ち、友好的で陽気な大食漢の宇宙人。目がカタツムリのように突き出ている。ファントン星は深刻な食糧不足に襲われて滅亡の危機にあり、星人はこの問題を解決するために食糧探しの旅をしながら、非常用食糧「シーピン929」（後述）を開発していた。しかし、母星に戻る途中でボガールの攻撃に遭った結果、惑星間飛行用宇宙船が故障してシーピン929を地球に落としたため、宇宙語による通信でGUYSに事情を説明してシーピン929を回収してもらおうとする。解決後は、ツルギとボガールの名前および目的をGUYSに伝え、地球人への友情の言葉を残して去る。ファントン星人にとって食事は神聖な儀式であり、食事の前には踊って神に祈る。また、少ない食料から得られるエネルギーを節約するために食事の後は睡眠をとる習慣がある。
星人との会話には宇宙語翻訳機パンスペースインタープリターが使われるが、宇宙なまりがひどいために翻訳がうまくいかず、テッペイが通訳を行う。
去り際に残す言葉は「キエテ コシ キレキレテ」（「僕、君、友達」の意）。
第49話では、GUYSの危機を救うためにカコと共にフェニックスネストに現れ、圧縮能力でインペライザーの破片を押し潰し、自己修復機能を封じた。
『ヒカリサーガ』では、ファントン星を訪ねたツルギにボガールという存在を教える。その後日談でもある『メビウス』第16話では、ザムシャーに地球を訪れたツルギの話を教えていたことが明かされている。
- 声：川津泰彦
- スーツアクター：福田大助
- デザインは酉澤安施が担当。デザインイメージはカネゴン[22]。

### 肥大糧食 シーピン929
第7話「ファントンの落し物」に登場。
ファントン星人が開発した巨大な非常用食糧。主成分はたんぱく質。軟体動物のような形態で手足や目などの感覚器官などは見当たらず、有機質ではあるが生命体かは不明。サッカーボールほどの大きさにまで圧縮されていたが、ボガールの攻撃で回収用のカプセルが解除されたうえ、約8時間は摂氏10度以上の地球の環境に晒されたため、その影響を受けて元の大きさに戻り、さらに大気中の窒素を材料として無限に肥大化し、地球さえも飲み込もうとする。ボガールに食べられる寸前、GUYSの重力偏向板で大気圏外にまで運ばれ、ファントン星人に回収される。
フェニックスネスト内の食堂で自分の半年分の食券を使って御馳走を振る舞ってくれたトリヤマ補佐官には、お礼として保存用カプセルと共に「『シーピン929』1年分、確保出来次第お送りします」というメッセージがファントン星人から送られる。ただし、地球人がシーピン929を食べられるか、食べられても旨いかは不明であるうえ、マリナはシーピン929を見て「あんまり美味しそうに見えない」と言っている（さらに、ファントン星人は振る舞われた御馳走を皿ごと食べようとしていた）。
- デザインは酉澤安施が担当。デザインイメージはブルトンやバルンガ[22]。
- 巨大化時の造形物は着ぐるみになっており、中にスーツアクターが入っている[77]。
- 『ウルトラマンX』の脚本チームによる背景設定では、グルマン（後述）は非常食としてシービン929を携行しているとされる[78][79]。

### ファントン星人グルマン
『ウルトラマンX』に登場。
特殊防衛チーム・Xio（）のXioラボで大空大地たちと共に研究・開発に努める個体で、メンバーの多くから「グルマン博士」と呼ばれている。流暢な日本語でメンバーとコミュニケーションを取っているほか、『メビウス』の登場個体は母星の食糧危機を救った偉人として崇められていることを明かしている。宇宙人や宇宙怪獣の情報などにも詳しく、Xioの武装やメカニックが実用化された要因の多くは自身の持つ科学力の賜物であるが、宇宙でも無類の大食漢であるため、他の個体と同じく食欲は非常に旺盛かつ悪食で、食事は1日に13度を要したり、食後に眠りにつく習性を持っていたり、ラボチームの高田ルイが開発した透明リキッドを勝手に飲んで効果が出始めてから慌てたりするなど、周囲から迷惑がられる一面も見られる。
第2話では、ウルトラマンエックスの体がデータによって構成されていることを大地から聞かされていたため、とっさの閃きでバードンに苦戦するエックスにサイバーゴモラのデータを与えることでパワーアップを図るプランを提案し、ゴモラアーマーとして逆転のチャンスを作り出すことに成功する。
第5話では、大地が姿を消した先からエックスが姿を現すところを目撃したことで大地とエックスの関係に気付いたらしく、ウルティメイトゼロのサイバーカードをさりげなく大地に託した。また、母星の由来でウルトラマンゼロやウルトラマンマックスなどといったM78ワールドのウルトラマンたちについてもすでに認識しているが、ギンガやビクトリー、ネクサスについては認知していなかった。一方、M78ワールドのウルトラマンと共闘経験のあるティガ・ダイナ・ガイアのことは知っていたなど、M78ワールド以外のウルトラマンの知識にはムラがある。
最終話では、グリーザの猛攻に破壊されていくラボから、ルイに電脳世界へ潜行中のアスナを連れての脱出を命じると、自分は保管していたスパークドールズもろとも天井の崩落に巻き込まれてしまうが、幸運にも瓦礫の隙間に挟まって大した負傷もせずに済んだらしく、グリーザの消滅後には自力で這い出ている。
劇場版では、初代ウルトラマンを召喚するためにベーターカプセルを開発するが、召喚に失敗して大爆発を起こしてしまう。その後、初代ウルトラマンのサイバーカードとウルトラマンティガのサイバーカードを制作し、エックスにベータスパークアーマーを纏わせた。

- 声：松本保典
- スーツアクター：福島弘之、新井宏幸
- 一部媒体ではファントン星人グルマン博士と表記されている[出典 5]。
- スーツは『メビウス』のものを改造している[84]。世界観のリアリティを重視するメイン監督の田口清隆の意向により、塗装は地味なものとなっている[84]。口元のリアリティも追求されており、ウレタンの一体成形であった歯は1本ずつ切り離され、舌も動くように改造され、歯茎や舌は濡れて見えるようテカリが入れられている[84]。
- 田口は宇宙人が日本語をしゃべるというシチュエーションを嫌っていたが、グルマンに関しては世界観やキャラクター性をうまく着地させることができたと述べている[84]。
- 脚本チームによる背景設定によれば、ファントン星が食糧危機に陥った際に宇宙への移民に出て放浪していた途中、ウルトラフレアの影響で宇宙船が故障して地球のメキシコに不時着し、パニックに陥った住民に迫害されていたが、UNVERの前身組織に救われ、地球人に協力するようになったとされる[78][79]。

### 『ウルトラマンタイガ』に登場するファントン星人
『ウルトラマンタイガ』第4話「群狼の挽歌」、映画『劇場版ウルトラマンタイガ ニュージェネクライマックス』に登場。
ホマレとは旧知の仲で、ヴィラン・ギルドなどの裏社会などの情報に精通する情報屋。普段は露店を開く人間男性の姿でいる。ヨーグルトが好物で、ヒロユキが持っていたヒノデジュースの王冠をもらい、15年もののカスピ海ヨーグルトを飲んだことで酔い、本来の姿に戻るとヒロユキたちに怪獣爆弾の情報を教えた。
- 演（ヒッピー風の男）：高橋麻琴
- スーツアクター：福島弘之
- 当初の脚本では、ホマレと別行動していたヒロユキがファントン星人からフーマキーを受け取るという展開であったが、長くなることから省略された[86]。

### フォンタ
ファントン星人の息子。「ウルトラマンプレミアステージ」に登場。
父ファントン星人がウルトラマンゼアス、ウルトラマンナイスと共に漫才トリオを結成して宇宙を巡業している間、GUYSの託児所に預けられる。同じく預けられているダダの子供ヂヂと仲がいい。不思議なおじいさん（ウルトラマンキング）からもらった何でも1つだけ願いをかなえる絵本『星空の涙』を宝物にしている。同書に暗黒四天王（後述）が目をつけ、彼らの願いを叶えるために奪おうとしたことから、フォンタとヂヂの大冒険が始まる。
- 着ぐるみは、後に『ウルトラゼロファイト』第2部でファネゴン人として流用された[87]。

## 魔神怪獣 コダイゴンジアザー
第12話「初めてのお使い」に登場。
廃棄処分が決定していた物質を怪獣化させる特殊細胞グロテスセルをトリヤマ補佐官が紛失し、それを拾った古道具屋の老人の持つ恵比寿像にグロテスセルが吸収され、巨大化したもの。レジストコードはドキュメントMATに記録されている、グロテス星人が誕生させたコダイゴンに由来する。
手にした「商売繁盛」と、しゃべる鯛像から連射する光弾鯛砲や釣竿などのさまざまな武器を駆使するうえ、大量のグロテスセル（先代ゴダイゴン3体分ほど）を吸収したことにより、メビウスを超える怪力と頑丈な身体を持つ。また、高速移動や高速飛行が可能であり、ジョージには「商売繁盛な雰囲気の漂う敵」と評される。なお、鯛像は独立して宙を舞い、メビウスとヒカリをコダイゴンジアザーと連携して圧倒する強さを見せるが、持ち主の老人がかつて像を落とした際に破損した右足の亀裂が弱点で、最後はそこにメビウスのメビュームシュートとヒカリのナイトシュートを撃たれ、グロテスセルがすべて気化したことにより、元の像に戻る。
メビウスに釣竿で叩かれた際には怒ったような表情を見せる、メビュームシュートとナイトシュートを右足に受けた際には「痛い」と叫ぶなど、感情や痛覚を持っているかのような挙動も見せている。
- 声：難波圭一
- スーツアクター：横尾和則
- 当初は声をつける予定はなかったが、アフレコ時に監督の鈴木健二の指示でヒカリ役の難波が試しに当てたところ面白かったため、そのまま採用された[90]。その代わり、難波が演じる予定であったヒカリの声はすべて流用となった[90]。
- デザインは酉澤安施が担当[9]。脚本の記述に従って恵比寿をモチーフとし、木彫りの熊のようなデザインにしている[9]。
- 当初はメテオールを悪の科学者が悪用するという流れであった[25]。

## 百足怪獣 ムカデンダー
第13話「風のマリナ」、第24話「復活のヤプール」、DVD版『ウルトラマンメビウス外伝 アーマードダークネス』に登場。
『ウルトラマンタロウ』に登場したムカデンダーの別個体。GUYSのドキュメントZATにデータが記録されている。
初代と同じように八幡が岳に出現し、人間を襲う。普段は地底に潜み、捕食時だけ地上に姿を現す。逃がした獲物を待ち伏せするなど、高い知能と執念深い性質を持つ。地底移動時には高電圧を発生させ、これによるピエゾ効果で異常な電界を築くため、付近一帯の通信機能は麻痺する。この効果で、マリナはムカデンダーを発見するもののGUYS本部への連絡が不可能となる。武器は右手の鞭と、口から吐く高熱の火炎弾。長い頭部と胴体は自由に分離できるが、頭部がダメージを受けると胴体も苦しむ。メビウスに空中からのメビュームシュートで胴体を破壊された後も頭部だけで襲いかかるが、ヒカリのナイトシュートで頭部も破壊された。
第24話ではホログラムとして、ファイヤーウインダムの性能テストに際して実体化し、相手役を務める。火炎弾を放つが、ファイヤーウインダムの火炎弾によってたやすく破られ、一撃で消え去った。
DVD作品『ウルトラマンメビウス外伝 アーマードダークネス』では地球に再び現れた怪獣の1体として、別個体が登場する。
- スーツアクター：相馬絢也（第13話）、永田朋裕（第24話）
- 頭部は監督の村石宏實の要望により最初から外れるように造形された[41]。首と胴体の分離した箇所のギミックは丸山浩によりデザインされた[9][17]。
- メビウスのキックを避けるシーンは、トリノオリンピックでフィギュアスケートの荒川静香が披露したイナバウアーを真似たもの[41]。スーツを着た状態でエビ反りをすることは難しいため、このシーンのみスーツアクターが前後逆に入っている[41]。

## 昆虫型甲殻怪獣 インセクタス
第14話「ひとつの道」に登場。
昆虫に似た怪獣で、クワガタムシの顎に似た形状の角エレキホーンを持つ。雄と雌の2体が確認されており、角の大きい方が雄、小さい方が雌である。顎（あご）を振動させることで高周波を発生させて昆虫の群れを操る能力を持ち、メビウスもこれに苦しめられる。幼体も人間を操る能力を持つ。腹部には中枢神経が通っているため、ここが弱点となっている。雌はウインダムに倒されるが、飛散した体液から雌が産み残した雄の1体が幼生ノープリウス状態でトリヤマ補佐官の体内に侵入し、そこからテッペイの母親に乗り移ってテッペイの父親が勤務する病院に侵入。患者たちの体内を転々としながら脱皮を繰り返し、成体となる。昆虫を操る能力と角から放射する電撃でメビウスやGUYSと戦うが、メビュームシュートを受け倒される。
後に第21話で怪獣墓場を雄雌で漂っている姿が描かれる。
- スーツアクター：横尾和則
- デザインは酉澤安施が担当。デザインイメージは宇宙蟹[22]。
- 着ぐるみは雄雌で差し換え式となっている[94]。スーツアクターの足に3本ずつの足を連動させることで多足を表現している[22]。

## 宇宙礫岩怪獣 グロマイト
第15話「不死鳥の砦」、第47話「メフィラスの遊戯」に登場。
四足歩行の宇宙怪獣。宇宙空間でGUYSスペーシーに攻撃されるが、中枢神経のみの状態で地上に飛来し、地上の岩石を取り込んで体を構成して再生して活動を再開する。食べた岩石や瓦礫などを体内で凝縮し、体表の鎧を構成する物質へ変える性質を持つため、攻撃を本体にまでおよぼすことは困難を極める。また、口から岩石を弾丸のように放って攻撃することも可能であるが、それを口から取り込む際には鎧の間に隙間が発生するため、その隙間が生じる首の付け根が弱点となっている。ヒカリと交戦して地下に逃亡した後は地上に再出現して猛威を振るうが、リュウの乗るガンブースターのガトリング・デトネイターを弱点に浴びて大ダメージを受け、最後はメビウスのライトニングカウンター・ゼロを受けて倒される。
第47話では別個体が出現し、メビウスに代わって「人類の味方」を演じるメフィラス星人と戦うが、メフィラスのグリップビームで瞬殺される。
- スーツアクター：横尾和則
- デザインは酉澤安施が担当。
- 着ぐるみは胴体が『ウルトラマンネクサス』のゴルゴレム、口は『ウルトラマンマックス』のグランゴンのギミックの改造[22]。

### 『ウルトラギャラクシー大怪獣バトル』に登場するグロマイト
『ウルトラギャラクシー大怪獣バトル』第9話「ベンドラゴン浮上せず！」に登場。
惑星ボリスの岩場でアングロスと戦っていたところ、突如乱入したキングジョーブラック（円盤形態）にアングロスが倒されたため、キングジョーブラックにも攻撃を仕掛けるが、最終的にはペダニウムランチャーで倒される。
- スーツアクター：横尾和則

### 『大怪獣バトル ウルトラ銀河伝説 THE MOVIE』に登場するグロマイト
映画『大怪獣バトル ウルトラ銀河伝説 THE MOVIE』に登場。
ウルトラマンベリアルのギガバトルナイザーの力で怪獣墓場から復活し、ベリアルが操る怪獣軍団の1体となる。怪獣墓場でウルトラ戦士やレイの怪獣たちを襲撃し、アングロス、ロベルガー二世、ジャシュライン、ケルビム、リフレクト星人らと共にウルトラマンメビウスと戦うが、メビウスを援護するために放たれたゴモラの尻尾攻撃で崖に叩き付けられ、爆死する。

## 宇宙剣豪 ザムシャー
第16話「宇宙の剣豪」、第49話「最終三部作II 絶望の暗雲」に登場。
宇宙に名を馳せる剣豪で、出身は不明。非常に好戦的な性格で、己の剣の腕に絶対の自信を持つ。また、己より強い者と果し合いすることに強い喜びを感じており、地球に来たツルギの話をファントン星人から聞きつけ、戦いを挑む。星斬丸（）と呼ばれる愛刀の切れ味は抜群で、その名通りにいとも簡単に巨大隕石を真っ二つにし、メビウスのメビュームブレードを折る。オオシマ彗星の核上でマグマ星人兄弟に勝ち、この戦闘が原因で地球に飛来することとなった彗星の破片と共にフェニックスネスト付近に降り立ち、自分を倒して名を上げようと追ってきたバルキー星人をもたやすく撃破する。その後、基地を守るべく現れたメビウスにオオシマ彗星により地球の危機が迫っていることを理由に戦闘中止を呼びかけられるが、「戦うこと以外に興味はない！」と一蹴してメビウスを追いつめる。その後、現れたヒカリとの一騎討ちにより刀を折られるが、実際はメビウスによりすでに折られていたことを教えられる。ザムシャーはメビウスの「誰かを守ろうとする強い意志」に敗北を潔く認めつつも「俺には守るものなど何もない」と言い、あえて自分の力だけでヒカリとメビウスとの再戦を望みながら地球を去る。
第49話ではGUYSの危機にフェニックスネストに現れ、インペライザーを斬り倒す活躍をするもエンペラ星人には敵わず、瀕死の状態でエンペラ星人の光線からフェニックスネストを身を呈してかばい、「守る」ことを理解しながら自身は光の粒子となって消滅する。しかし、消えずに残った星斬丸は後にヒカリが手にし、エンペラ星人に一太刀浴びせることに成功する。
- 声：菅谷勇
- スーツアクター：夏山剛一
- デザインは酉澤安施が担当。元々はアトラクションの悪役としてデザインされており、MCが可能なようにスーツアクターの口が露出している[70]。眼帯や丁髷は監督の原口智生の指示により追加された[70]。
- 名前は「THE 武者」より[70][23]。
- 当初は前話で初登場したガンブースターとのチャンバラをさせる予定で、その戦いで刃こぼれした刀を青沢峡谷のウルトニウムで研ぐというシーンもあったが、変更となった[25]。
- 放映終了後に発売されたムック『ウルトラマンメビウス ARCHIVE DOCUMENT』（ISBN 978-4-257-03745-3）にはザムシャーを主役とした外伝小説「守るための太刀」（作：赤星政尚）が掲載されている。同作によれば、折れた星斬丸を復元したのはウルトラマンキングであり、過去に同じ剣使いであるテロリスト星人やツルク星人、若き日のガルタン大王とも切り結んだことがあると語られ、アテリア星人との戦いや、第49話で共に駆けつけたサイコキノ星人カコとファントン星人との出会いも描かれている。
- 『ウルトラマンメビウス外伝 ゴーストリバース』に登場したメカザムは、ザムシャーをモデルに制作されたためによく似ているが、設定上の関係はない。

### 『大怪獣ラッシュ ウルトラフロンティア』に登場するザムシャー
データカードダスおよびそれを元にしたCGショートムービー『大怪獣ラッシュ ウルトラフロンティア』に登場。
ノダチザムシャー
伝説の七星剣の1つ、妖刀無銘を振るう「孤高のハンター」。かつてプラズマギャラクシーの未曾有の危機を救った伝説の存在。妖刀無銘は手にした者の欲望を増幅させ、生気を奪ってその身を滅ぼさせる妖刀であるが、ノダチザムシャーは無欲ゆえに憑りつかれることなくその力を引き出している。
ゲーム版では第3弾から登場し、テレビ版1stシーズン第6話では「ANTLAR Hunting」では回想シーンに登場。以前はガッツガンナー・ガルムとチームを組んでおり、当時に遭遇したアントラー（水属性のプラズマソウル）と共に戦った。声は三宅健太。
ナギナザムシャー
第3弾より登場。斬れぬものはないとされる大薙刀「星融（ほしとおし）」による薙刀術を極めた「怪力無双の荒芸師」。情に熱く、智謀にも長け、いざという時に頼りになる存在。ユミザムシャーのお目付け役も果たしている。
ユミザムシャー
第3弾より登場。弓道を極めたザムシャー族の女性ハンター。「礼儀礼節を重んじる求道者」の異名を持つ。その腕前は優雅かつ百発百中を誇り、弓を放った後の「残心」の姿の美しさに見とれてしまうハンターもいる。声はハンターボールも担当した相坂優歌。

### 『ウルトラマンギンガ 劇場スペシャル ウルトラ怪獣☆ヒーロー大乱戦!』に登場するザムシャー（SDI）
映画『ウルトラマンギンガ 劇場スペシャル ウルトラ怪獣☆ヒーロー大乱戦!』に登場。
ライブパッドを使った「ウルトライブシミュレーション」で千草がライブし、乱入する形でヒカルがライブしたゾアムルチ（SDI）、友也がライブしたゼットン（SDI）、美鈴がライブしたレッドキング（SDI）を倒す。

### その他の作品に登場するザムシャー
- 本編での活躍から人気も高く、放送終了後も各地のアトラクションショーで登場して主役級の扱いを受けたり、『大怪獣バトル』のゲームにも登場する。
- 映画『大怪獣バトル ウルトラ銀河伝説 THE MOVIE』では、百体怪獣ベリュドラの左腕を構成する怪獣の1体となっている[99]。
- 『ウルトラゾーン』第2話のアイキャッチでは、野球のボールを星斬丸で打とうとして真っ二つにしてしまい、ストライク・バッターアウトとなった姿が描かれる[100]。第3話「怪獣English」にも登場[101]。
- ニンテンドーDSのゲーム『怪獣バスターズ』では、地球人と同寸の姿でも登場している。
- アニメ『SSSS.DYNAZENON』第2回では「星斬丸」という船名の船が登場している[102][103]。

## サーベル暴君 マグマ星人
第16話「宇宙の剣豪」に登場。
兄弟2体が現れ、地球に接近するオオシマ彗星の表面でザムシャーと戦闘を繰り広げる。かつて地球を侵略に訪れた個体の同族にあたり、その当時の記録はGUYSのドキュメントMACに記録されている。右手に装着するサーベル、左手に装着する鉤爪を武器とするなど、能力的には過去の個体と同じであるが、独自の戦法として鉤爪を鎖で腕に接続し、離れた位置から相手に向けて射出するという使い方をする。
兄のBB（ブラザーブルー）は初代と同じ容姿で目は青く髪は金色、手にはサーベルのみを装着しており、瞬間移動能力を持つ。弟のBR（ブラザーレッド）は銀色の髪と赤い目を持ち、サーベルと鉤爪の両方を装着している。また、BBを「兄者」と呼ぶなど、兄弟揃って時代劇調の口調も特徴である。
持ち前の邪悪さを生かし、ザムシャーとの戦いでは1対1と見せかけてもう1体が不意を突くという卑怯な戦法も駆使するが、その作戦は片方を倒されることでいとも簡単に破られ、2体ともザムシャーに斬殺される。
- 声：稲田徹（兄弟共に）
- スーツアクター：寺井大介、福田大助
- スーツはアトラクション用の改造[40]。また、兄弟とも『レオ』第1話・第2話と同様に口が露出しているが、銀色に塗られていない。武器は新造。
- 登場する予定はなかったが、演出上ザムシャーの強さを見せるため、チャンバラできそうな敵ということでバルキー星人とともに倉庫にあった着ぐるみの中から選ばれた[106]。
- 放映前の雑誌や公式サイトなどでは単に「マグマ星人」の名前で表記されており[104]、上記のBBやBRという設定名は放映後に付けられた。

## 宇宙海人 バルキー星人
第16話「宇宙の剣豪」に登場。
ドキュメントZATに記録が残るバルキー星人の同族。ザムシャーを倒して己の名を上げるため、彼を追って地球にやってきた。時代劇調に話す。
リング状の装飾がついた宇宙槍（バルキーリング）を持ち、オオシマ彗星の破片に紛れてザムシャーを襲撃すると、そのまま地球でザムシャーと戦闘を繰り広げる。今回も素早い動きを見せるが、ザムシャーの方が一枚上手であり、圧倒的な力の前になすすべもなく敗れ、シルバーシャークGを1基巻き添えにしながら爆死する。
- 声：神谷誠
- スーツアクター：山本諭
- 着ぐるみはアトラクション用の改造[40]。
- 当初は登場させる予定ではなかったが、演出上ザムシャーの強さを見せるため、チャンバラができそうな敵ということでマグマ星人とともに倉庫にあった着ぐるみの中から選ばれた[106]。

## 再生怪獣 サラマンドラ
第17話「誓いのフォーメーション」、DVD版「ウルトラマンメビウス外伝 アーマードダークネス」に登場。
『ウルトラマン80』に登場したサラマンドラの別個体。GUYSのドキュメントUGMにデータが記録されている。初代はゴルゴン星人の地球侵略の尖兵として現れたが、今回の個体はその際に地球に運び込まれ、保存されていたと思われる個体が覚醒したものである。
上顎の先端から放つ推定1300度の高熱火炎、初代よりも強度が増してメビュームシュートにも耐える表皮など強力な能力を有するが、最大の武器は細胞片からでも短時間で再生可能な生命力であり、四散する瞬間に喉の再生器官から再生を促す酵素を分泌してそれを可能にしているが、その喉が弱点でもある。
ヒカリのナイトビームブレードで倒されるものの再生能力で復活し、GUYSの飛行メカ3機を相手に善戦するが、フォーメーション・ヤマトで喉の再生器官を潰された後、メビウスのメビュームシュートとヒカリのナイトシュートで絶命する。
DVD版『ウルトラマンメビウス外伝 アーマードダークネス』では、再び現れた怪獣の中の1体として別個体が出現。そのほか、『ウルトラマンメビウス外伝 超銀河大戦』などの雑誌展開でも別個体が登場する。
- スーツアクター：岩崎晋弥
- 『大怪獣バトル ULTRA MONSTERS NEO』では、口からの火炎は「サラマニックファイヤー」と表記されている。

## 宇宙大怪獣 ベムスター
第18話「ウルトラマンの重圧」に登場。
過去にも地球に現れ、ウルトラマンジャックやウルトラマンタロウを苦しめたベムスターの同族。ドキュメントMATとZATに記録が残っている。能力的にも過去の個体と大差はなく、角（レイホーン）から放つ破壊光線と、そして腹部の広範囲に広がる口でヘリウムや窒素を捕食し、電波を吸収する能力も健在である。今回は小声で「キュー」と鳴く、リュウに「よく見ればかわいい顔」と言われる、塞がれた腹部の口を叩いて異変に小首を傾げるなど、ユーモラスな部分も描かれている。
ザムシャーが破壊したオオシマ彗星のB群から放出されるダストテイルや、GUYSの無人宇宙ステーション・0-4（ゼロ・フォー）を餌に、レーダー波を吸収してステルス状態となって地球へ飛来する。出動したGUYSの攻撃をものともせず、腹部の口でガンローダーを操縦席のマリナごと飲み込もうとし、それを救出したメビウスのメビュームシュートを吸収したうえ、メビウスの拳までも咥え込んで優位に立つ。しかし、「背中ががら空き」という今まで誰も気づかなかった弱点をテッペイに見抜かれてGUYSの反撃を受け、両爪を破壊される。そして、フォーメーション・ヤマトに気を取られた隙に腹部の口へ直撃した高分子プラスター爆弾から散布された硬化接着剤で腹部の口を塞がれかけるが、それすら吸収する。しかし、最後はウルトラマンヒカリが託したナイトブレスによってパワーアップしたメビウスブレイブのメビュームナイトブレード・ブレードオーバーロードで身体を切断され、倒される。
第27話ではGUYSの新マケット怪獣候補を選抜する際に専守防衛に適した戦力として高評価を受けるが、第18話での経験がトラウマとなっていたマリナから猛反対を受け、却下される。
- スーツアクター：横尾和則
- 腹部の口は「吸引アトラクタースパウト」と名付けられ[105]、以降の作品でもこの名称が使用されている[110][111]。
- 第18話監督の佐野智樹はベムスターに思い入れがあり、本作品でも旧作のような宇宙ステーションを飲み込むシーンを希望していたが、ミニチュアの用意などが難しいことから断念され、代わりにガンローダーを飲み込むシーンが用意された[112]。飲み込まれた操縦席からの描写も当初は難色を示されたが、佐野が上層部を説得して実現した[113]。
- 第18話特技監督の北浦嗣巳はベムスターの見た目をかわいいと感じ、脚本にはない接着剤で固められた自分の腹をつつくシーンなど、コミカルな描写を入れている[114]。

### 『ウルトラマンメビウス外伝 ヒカリサーガ』に登場するベムスター
インターネットテレビ『ウルトラマンメビウス外伝 ヒカリサーガ』SAGA2「勇者の試練」に登場。
第18話で地球へ飛来したベムスターの別個体。光の国へ帰還する途中だったウルトラマンヒカリに遭遇し、近くの星で交戦を開始する。ナイトブレスを持たないヒカリを相手に善戦するが、途中でゾフィーが現れたために形勢は逆転する。最後はヒカリの新たな光線技ホットロードシュートを腹に受け、吸収できないまま絶命して爆発する。
この直後に地球へ向かった2体目の個体が、第18話でメビウスと戦うことになる。

## 宇宙量子怪獣 ディガルーグ
第19話「孤高のスタンドプレイヤー」に登場。
GUYSスペーシーの要撃衛星を突破して日本に降下した、甲殻類に凶悪な顔がついたような外見の宇宙怪獣。武器は口から吐く火炎弾と頭部の角から発射する強力な電撃。格闘戦にも長けており、両腕の巨大な爪を使って攻撃する。宇宙空間では火の玉のような赤い球体の状態で高速移動する。3体が姿を現し、都市部に降下して町を破壊する。目視では3体に見えるが、センサーでは1体しか確認されず、さらにセンサーも本物の1体を正確に捕捉できず、センサーを頼りに攻撃しても虚像をすり抜ける。この怪獣は「1体が本物で残り2体は虚像」なのではなく、3体で1つの実体を持っており、どのディガルーグも3分の1ずつ本物という確率論的な存在である。そのため、この怪獣を倒すには外部から3体を全く同時に攻撃する必要がある。その見極めと同時攻撃は至難の業であるが、並外れた空間認知能力を持つジョージが秘密を見極め、新兵器メテオールショットで3体を同時に攻撃。攻撃を受けたディガルーグは波動関数を1体に収束され融合して実体化し、3体分の力を集めた強力な1体となってジョージとメビウスを苦しめるが、メビウスブレイブのメビュームナイトブレード・スピンブレードアタックで切り刻まれて爆発する。
- スーツアクター：末永博志
- デザインは酉澤安施が担当。初稿のデザインでは水のようなエネルギー体というイメージで目がなく青い色をしていたが、監督の鈴木健二の強いイメージにしヌメヌメしたものは避けるという意見により、赤い甲殻風のデザインに変更された[117]。
- スーツは『ウルトラマンマックス』のモエタランガの改造[70]。

## 凶暴怪獣 アーストロン
第20話「総監の伝言」に登場。
『帰ってきたウルトラマン』の登場個体とは別の個体で、ドキュメントMATに同種族出現の記録が残っている。硬い皮膚と頑丈な骨格を持ち、頭の鋭利な角と口から放射する超高熱のマグマ光線で戦う。
GUYS対怪獣研究所のハーメルンプロジェクトの実験中、地中から出現する。研究所の音響放射装置の誘導音波を共鳴支配したケルビムに操られて共にメビウスと戦うが、サコミズ隊長の操縦するガンブースターに装置を破壊され、洗脳が解ける。戦闘を放棄しようとしたところで尻尾をケルビムに踏まれて逆上し、最後はメビウスブレイブのメビュームナイトブレードで切り倒される。
- スーツアクター：横尾和則[119]
- 操られているだけのアーストロンを単なる悪役にはしたくないという特技監督の鈴木健二の意向により、コメディタッチの描写となった[120]。

## 時間怪獣 クロノーム
第23話「時の海鳴り」に登場。
時を操り、時の継ぎ目の中に潜んで海鳴りのような音の後に知性体を捕らえ、その記憶を利用して過去の時間に潜り込み、その惑星を滅ぼす。この能力でアンヘル星人トーリの母星の記憶や時間を崩壊させて滅ぼした。ウミウシのような外見で、戦闘時には体から白い煙を出して姿を消し、巨大な触手を伸ばして攻撃する。吻から強烈な破壊光弾を放ち、背面の口でメビウスのキックを受け止めて捕食しようとする。マリナの欠落した記憶を利用して過去の時間の中に潜り込み、自分の居場所を知ることができる彼女を殺そうとするが、触角が弱点であることを、マリナの優れた聴覚により見抜かれ、メビュームシュートで倒される。その後、ミライやマリナを始めとする人々も現代へ帰ってくる。
- スーツアクター：永田朋裕
- デザインは酉澤安施が担当。脚本にはナメクジの怪獣と書かれていた[70]。
- 着ぐるみは『ウルトラマンネクサス』に登場するペドレオン・グロースの改造[70]。

## アンヘル星人トーリ
第23話「時の海鳴り」に登場。
かつてクロノームに母星を滅ぼされ、地球に移住した宇宙生命体。善良な性格で、鳥や天使を連想させる美しい姿をしている（マリナは「白い孔雀」と例える）。地球では人間の姿に擬態し、桐李（）と名乗る。多発する連続失踪事件の犯人をクロノームだと推測し、刑事を名乗ってマリナに接近。捜査をするが共にクロノームにより過去の時間（7年前）に引きずり込まれる。ミライの正体を見抜き、一緒にマリナを探してクロノームと戦うが、クロノームの光弾からマリナを庇い絶命する。祖父の死に落ち込んでいた幼少期のマリナを励ました張本人だったが、死の直前に過去のマリナに今見たことを忘れるよう暗示をかけ、マリナの彼に関する記憶は失われる。しかし心の奥底ではトーリのことを覚えていたらしく、最初に会った時に奇妙な懐かしさを感じる。
その後、マリナはトーリの遺品であるハンカチを大切にする。
- 演（桐李）：大浦龍宇一
- スーツアクター：太田智美
- 着ぐるみは『ウルトラマンコスモス』に登場したグラルファンを改造し[70]、CGで尾羽の部分を描いている。当初はフルCGの予定だった[70]。

## 異次元人 ヤプール（異次元超人 巨大ヤプール）
第24話「復活のヤプール」、第42話「旧友の来訪」から第44話「エースの願い」、劇場版『ウルトラマンメビウス&ウルトラ兄弟』に登場。
ドキュメントTACとZATにデータが記録されている、かつて超獣を使って執念深くウルトラ兄弟（とくにウルトラマンA）を苦しめた異次元人。ウルトラ兄弟に滅ぼされたが、怨念体となって再び復活を遂げる。
『ウルトラマンメビウス&ウルトラ兄弟』
メビウスの地球派遣から20年前、ウルトラ兄弟の抹殺に失敗してなおもその怨念は尽きず、自身の怨念の集合体である究極超獣Uキラーザウルスを生み出して眼の部分に宿り、月面でウルトラ4兄弟と交戦する。敗れた後も強大なマイナスパワーを放ち続けており、復活を危惧したウルトラ4兄弟によってUキラーザウルスと共に地球の神戸沖海底へ封印される。
20年後、地球を侵略するために自身を復活させようと接触してきた宇宙人連合の精神を支配して利用し、復活を遂げる。20年の歳月でさらにパワーアップしたUキラーザウルス・ネオを使ってメビウスとウルトラ6兄弟を苦しめるが、メビウス・インフィニティーにUキラーザウルス・ネオを倒されて敗れ、再封印される。
テレビシリーズ第24話
前触れとして赤い雨を降らせて復活する。バキシムを使役する一方、メビウス=ヒビノ・ミライをテレパシーで挑発して周りの信用を失わせようと企むなど、かつて北斗星司=ウルトラマンAと戦っていた当時と同様の悪辣な手段や狡猾な策を用い、一族を滅ぼされた深い恨みを晴らすべく、メビウスやGUYSを倒そうと暗躍する。その後も強力な超獣を駆使していくが、第26話で対ヤプール用メテオール「ディメンショナル・ディゾルバー」によって異次元のゲートを半永久的に塞がれたことで三次元世界から遮断され、その野望も一度は潰えたかに見えた。
テレビシリーズ第42話 - 第44話
黒ずくめの男の姿に擬態し、再び暗躍を開始する。皇帝（エンペラ星人）に仕える暗黒四天王の「邪将」に就任しており、新参者の自分を軽視する他の四天王3人に対しては、「メビウスを倒して皇帝に地球を献上した後は、お前たちを超獣に改造して我が支配下に加えてやる」と息巻いている。
ガディバを使ってメビウスの戦闘データを収集してメビウスキラーを完成させると、メビウスを抹殺することには失敗したものの消耗したミライを異次元に拉致することには成功し、GUYSの仲間たちとの絆の力を封ずる策に移行する。同じく異次元に拉致した傲慢で自己中心的なジャーナリストのヒルカワ・ミツヒコを唆し、ミライに醜悪な言動を見せつけることによって彼の心を揺らがせ、人間の本性が救いようのないものであるとうそぶいて「我々の仲間になれ」と誘うが、なおも人間を見放そうとしないミライから拒否されると、自らの手でメビウスを抹殺しようと巨大化する。GUYSの仲間たちからの援護が受けられないメビウスを「一人では何も出来ない、無力なウルトラマン」と嘲り、物理的攻撃を遮断する念動力や鎌状の右腕からの破壊光線など、かつてAと交戦した際と同様の能力を用いて圧倒するが、ミライたちと同じく拉致していたジングウジ・アヤからの声援や、北斗＝Aからのテレパシーに励まされて再起してバーニングブレイブになったメビウスの猛攻を受け、最後はメビュームバーストで倒される。爆散する直前に皇帝と残る四天王3人の存在をメビウスに告げ、「破滅の未来で待っているぞ」と呪いの言葉を残し、異次元空間と共に消滅した。
- 声：玄田哲章
- スーツアクター：丸山貢治
- 当初はレギュラーの敵として登場させる予定があり、異次元でボガールとの戦争を経た後に劇場版とつなげる形で、劣勢となって助けを求めてくるという案もあった[132]。
- 着ぐるみは劇場版・テレビ版ともにアトラクション用のものの改造[133]。
- 劇場版では新デザインでの登場が検討され、酉澤安施によるラフデザインも描かれていた。このデザインは劇場版の超全集や『ウルトラマンメビウス アーカイブ・ドキュメント』などの書籍に掲載されている[134][135]。
- 劇場版とテレビシリーズ第24話と第44話の脚本を担当した長谷川圭一は、『A』でのヤプールの性質を陰湿な計画を練るものと力押しでくるものの2種類あると分析し、テレビシリーズでは前者、劇場版では後者の性質を強調している[136]。

### 黒ずくめの男
第42話「旧友の来訪」、第43話「脅威のメビウスキラー」、第44話「エースの願い」に登場。
復活したヤプールが地球上で活動する際に化けた姿。その名の通りに黒ずくめの服装をしており、第43・44話では複数の風船を手に持っている。
- 演：清水紘治
- 演じた清水は、『ウルトラマンA』第4話でヤプールが利用した劇画作家・久里虫太郎も演じており、番組公式サイトや書籍では久里をモデルにしたと推測されている[137][138]。清水の起用は、『A』での出演のほか、第43話・第44話監督の小原直樹が清水が出演していた『超新星フラッシュマン』で助監督を務めていた縁もある[119]。

## 一角超獣 バキシム
第24話「復活のヤプール」に登場。
『ウルトラマンA』に登場したバキシムの別個体であり、GUYSのドキュメントTACにデータが記録されている。復活したヤプールの指示を受けて行動しており、赤い雨の調査に南沢市の住宅街を訪れたリュウやミライを襲うと、リュウを捕らえてヤプールの怨念体を宿す器とし、その後はGUYSの新型アイテム「GUYSタフブック」に関する実験の最中に突如空を割って現れ、フェニックスネストへの進撃を開始する。照準器の機能を宿した両眼で正確に敵を狙い、頭部の角ミサイル（ユニコーン・ボム）、鼻先からの高熱弾、両腕から放つ火炎放射など、初代と同様の豊富な武装や通常の怪獣を超える戦闘力を駆使してウルトラマンメビウスを苦しめるが、最後はメビウスブレイブのメビュームナイトブレード・ブレードオーバーロードによって身体を両断され、倒された。
- スーツアクター：末永博志
- 本作品では目に照準器を有するなどメカニック要素が強調されており[143]、頭部のミサイル発射ギミックは丸山浩によってデザインされている[144][17]。
- 初代と同じく空を割って登場するが、『メビウス』におけるヤプール（実体）およびその手下は一部を除き、出現する際や標的を異次元に連れ込む際に空を割っている。

## 蛾超獣 ドラゴリー
第25話「毒蛾のプログラム」に登場。
『A』に登場したドラゴリーが復活したもので、GUYSのアーカイブドキュメントTACにデータが記録されている。ヤプールの復讐の意志によって蘇ったためにヤプールエネルギーがあまり検出されない身体には、かつての「地球に接近した妖星ゴランを破壊するためのマリアミサイルを破壊する」という命令が残っており、それを実行するためにミサイル基地跡に出現する。初代に比べ、口角が下がり手足が長くなっている。また、初代では後頭部にウロコが飛び出ている箇所があったが、それも無くなっている。
フェニックスネストにミサイルがあると思い込み、巨大蛾に変身して異次元物理学の権威・フジサワ教授に憑依し、基地ごと破壊しようと目論む。しかし、その考えはフジサワ教授に読まれていたため、作戦に失敗して基地近くで実体化し、メビウスと交戦する。両眼の破壊光線（電撃）と両手から放つロケット弾、怪力でメビウスを攻め立てるが、GUYSの援護によって形勢は逆転する。さらに、異次元に逃げようと飛び上がったところ、フジサワ教授が開発したメテオール「リージョン・リストリクター」によって逃げ道を塞がれて墜落し、最後はメビウスブレイブのブレードオーバーロードによって倒された。
- スーツアクター：相馬絢也
- 巨大蛾は板野一郎がデザインし、3DCGで描写された[14]。
- 当初はホタルンガを登場させて平家の落ち武者=怪談話にする予定だったが、シリアスな話が続くことからドラゴリーを登場させ、コメディ調の話に変更された[147]。

## ミサイル超獣 ベロクロン
第26話「明日への飛翔」に登場。
『ウルトラマンA』や『ウルトラマンタロウ』に登場したベロクロンの別個体。ドキュメントTACとドキュメントZATに出現記録が残されている。
外見は初代とほぼ同一であるが、鼻先の角と足の棘が黒色から金色に変わっている。全身の赤い突起物からは無数の小型ミサイルを、口の中に隠し持った砲門からは強力な大型ミサイルと火炎を放つ（火炎については設定のみで未使用）。ヤプールの怨念に従い、異次元ゲートを開いて地上へ巨大なヤプールエネルギーを解き放つべく出現する。一度はGUYSのリージョン・リストリクターによってゲートを閉じられるものの、1発のみ通過したミサイルによってサコミズ隊長に重傷を負わせる。その後、サコミズの不在に動揺するGUYSの予想より早く再出現し、ヤプールの大攻勢の初陣として市街地へ進撃する。圧倒的な火力によってGUYSの戦闘機群を苦しめ、巨大異次元ゲート封印のために飛翔したフェニックスネストも撃墜しようとするが、メビウスに妨害されて失敗する。最後はディメンショナル・ディゾルバーによってゲートを半永久に塞がれたために援軍を失って動揺し、GUYSの皆が力を合わせたガンフェニックストライカーの「インビンシブル・フェニックス」とメビウスのメビュームシュートの連続攻撃を受け、爆死する。
- スーツアクター：末永博志
- 本作品では、無数のミサイルがCGで表現されている。モーションディレクターをアニメ「マクロスシリーズ」などで知られる板野一郎が務め、いわゆる板野サーカス風のスピードと迫力のある空中戦が描かれた。

## プロトマケット怪獣 ゼットン
第27話「激闘の覇者」に登場。
かつて初代ウルトラマンを倒した最強の怪獣として、ドキュメントSSSPとドキュメントMATに1件ずつ記録が残っている。本編では戦力増強を図ったGUYSが新たに製作するプロトマケット怪獣の候補として挙げられ、実体化前の実験のシミュレーション用プログラムとして仮想空間に登場するのみであり、現実世界には登場しない。身長や体重も設定のみ、現実世界でリアライズした場合に想定される数値である。
同じく新マケット怪獣の候補として挙がったグドン、バードン、ツインテール、ベムスター、そしてメビウスなどが断念されたことを経てテストされ、グドンとの対決をあっさりと制するが、トリヤマが誤って床に落とした時のショックでマケットカプセルが破損し、外送入力のプライオリティーに内部ポテンシャルが占拠し、外部入力を無効化したため、シミュレーション終了後に暴走してコンピュータウイルス化し、仮想空間で勝手に暴れ出す。テストの都合上、GUYSのコンピュータシステムと直結されていた仮想空間はゼットンの攻撃により基幹システムを損傷し、GUYS基地の機能が麻痺寸前になる。
プロトマケットメビウスが投入されるも簡単に倒され、やむなくヒビノ・ミライ＝本物のウルトラマンメビウスが自らをデジタルデータ化して仮想空間に突入し、戦うことになる。本物と同様の能力を駆使してメビウスを苦戦させるが、ミクラスとウインダムがメビウスの救援に現れたことで劣勢となり、さらにはバリヤーが頭上に張られていないことをジョージに見抜かれてメビウスの流星キックを受け、最後はメビウスのライトニングカウンター・ゼロによって消滅する。その後、GUYSのメインコンピュータからはゼットンのデータが念入りに消去かつ破棄される。
第21話では怪獣墓場に漂っている姿が描かれている。また、第24話ではウインダムをファイヤーウインダムに強化する際、火炎を使う怪獣としてパンドンやブラックエンドとともにデータが使用される。
- スーツアクター：永田朋裕
- 着ぐるみは『ウルトラマンマックス』のゼットンの流用[133]。
- プロトマケットメビウスがゼットンに倒される時の描写は、『ウルトラマン』第39話へのオマージュである[150][151]。
- ミライが電脳世界に突入するシーンは、『電光超人グリッドマン』へのオマージュである[151]。

## プロトマケットウルトラマンメビウス
第27話「激闘の覇者」に登場。
戦力増強を図ったGUYSが用意したプロトマケット怪獣の1体として登場。しかし、自分自身をマケット化することに難色を示したミライと、その心情を慮ったサコミズが「メビウスを驚かせるだけ」と口述した上で却下される。
その後、仮想戦場内で暴走したゼットンを倒すために急遽投入されるが、隊員たちのまとまりのない命令を複数同時に受けて混乱したうえ、ゼットンの特性を理解していなかったトリヤマ補佐官の軽はずみに発した命令でメビュームシュートを発射するも吸収され、そのまま波状光線をカラータイマーに当てられて倒れて消滅。後にやむなく、ミライ＝本物のメビウスが仮想戦場内に入り込んで戦うこととなる。
- スーツはメビウスの撮影用の物をそのまま使用。
- ゼットンに倒されるシーンでは、『ウルトラマン』最終回（第39話）のオマージュ的な演出がされている[152]。

## 円盤生物 ノーバ
第28話「コノミの宝物」に登場。
『ウルトラマンレオ』に登場した円盤生物ノーバの別個体。MAC壊滅後に出現した怪獣として、GUYSの「アウト・オブ・ドキュメント」（防衛チームが存在しない時代）にデータが記録されている。
初代と同様の右手の触手や左手の鎌に加え、口から吐く火球「ヘルボール」やメカの機能を狂わせる赤い毒ガスといった豊富な武器を持つほか、マントを広げて円盤状になった身体を回転させて飛行する円盤形態では、マント状の鰭（）で敵に切りつける攻撃「ファントムアタック」も放てる。初代とは異なり、戦闘中でも自在に円盤形態へ変形して俊敏に離脱するが、その他の面では毒ガスに発狂能力が見られないなど、弱まっている部分もある。また、初代にはなかった不気味に笑う顔も見せる。
フェニックスネスト周辺にてリムエレキングを構成する高エネルギー分子ミストを集め続け、マケット怪獣と同じ原理で作り出したマケットノーバを使い（基地周辺に出現したマケットノーバは、「赤い幽霊」として噂になる）、メビウスやGUYSをおびき寄せている隙にGUYS本部を襲撃する。その後、テレポーテーションを用いたメビウスに追いつかれるが、そのために消耗したメビウスを追いつめるという目的は成功させる。最後は、コノミが操るミクラスの援護によって窮地から脱出したメビウスにメビュームシュートを浴びせられ、倒される。
- スーツアクター：永田朋裕
- 「ヘルボール」や「ファントムアタック」の名称は、『大怪獣バトル ULTRA MONSTERS NEO』にて付けられた。
- ホリゾントを汚さないよう、ガスにはチョークの粉が用いられている[156]。

### マケットノーバ
第28話「コノミの宝物」に登場。
ノーバがリムエレキングを構成する高エネルギー分子ミストを奪って作り出した囮。GUYS本部から離れた郊外に突如出現し、メビウスと戦闘した後に消滅する。

## 無双鉄神 インペライザー
第29話「別れの日」、第30話「約束の炎」、第48話「最終三部作I 皇帝の降臨」、第49話「最終三部作II 絶望の暗雲」、『ウルトラマンメビウス外伝 ゴーストリバース』に登場。
何者かの手で、尖兵として突如地球に送り込まれた巨大侵略ロボット。その存在を察知したウルトラの父がメビウスに帰還命令を送るほどの高いポテンシャルを秘めているが、代わりにと派遣されたウルトラマンタロウによると、「地球にこれから訪れるであろう最大の危機のほんの前触れでしかない」という。
神出鬼没の空間転移能力に加え、タロウのストリウム光線と同等の威力を持つビームを発射する頭部の三連装ガトリング砲、標的を自動的に追尾する赤い光弾を連続発射する両肩の砲門「ガンポート」といった強力な武装で破壊活動を行い、上半身を高速回転させながら光弾を乱射することで、辺り一体を一瞬で焦土と化してしまうが、それ以上に厄介なのは、GUYSのメテオールやメビュームシュートを受けてもほとんど傷付かない、地球上には存在しない未知の金属で作られた全身を覆う頑強な装甲と、万が一破損・分解しても内部構造ともども完全に復元する自己修復機能を持ち、特に自己修復機能は、ウルトラダイナマイトを受けてバラバラになっても瞬時に再生できる上に、腕の「マシンナーアーム」は、切断されても大剣に変化させて逆襲を仕掛けるなど強力。
第29話では、空間転移能力によって突然街中に現れて街を破壊、メビウスとの戦いでは、その強力な性能でメビウスを圧倒してエネルギー切れへと追い込むが、救援に駆けつけたタロウのストリウム光線を喰らって上半身を吹き飛ばされ、状況を不利と見たのか空間転移で離脱、その後、第30話で全身を完全に修復すると同時に能力強化して再び出現、GUYSの作戦を容易に切り抜け、再登場したタロウも苦戦させたうえ、メビウスもふたたび戦闘不能に追い込むが、最後はGUYSクルーの想いを受けてバーニングブレイブとなって復活したメビウスのメビュームバーストを受け、再生できないまま完全に消滅した。
第48話では宇宙から13体が送り込まれ、東京、北京、ワシントンD.C.、サンフランシスコ、パリ、ロンドン、モスクワ、シドニー、ボゴタ、ニューデリー、プレトリア、ローマ、カイロといった各国の首都や大都市を襲った。新たな武装として、第49話でGUYS基地を襲う機体のうちの1体が左腕から発射するドリルミサイルがある。破壊されてもまた別の個体がすぐに送り込まれるが、最初はメビウスも以前ほど苦戦せず撃破し、ガンフェニックストライカーのインビシブルフェニックス・パワーマキシマムやシルバーシャークGで倒され、残る数体がフェニックスネストを襲撃するが、メビウスとGUYSの救援に駆けつけたザムシャーに一刀両断され、同じく駆けつけたカコとファントン星人の超能力で押し潰された。
内山まもる版『ウルトラマンメビウス外伝 超銀河大戦』では、大要塞の守護兵で合体し巨大化する能力を持ち、さらにはエレキングやベムスター、ケルビムなどの姿にも変身でき、黒幕のメフィラス星人の命令を受けるとエンペラ星人の姿にもなる。DXウルトラコクピット版でもグローザムに再び送り込まれる。
『ウルトラマンメビウス外伝 ゴーストリバース』では、エンペラ星人復活のために蘇った暗黒四天王（ヤプール、デスレム、グローザム、メフィラス星人）が従えている。雑誌連載版では、怪獣墓場へやってきたウルトラ兄弟を大軍団で待ち伏せする。再生能力はなく、テレビマガジン版ではウルトラ兄弟に全滅させられるが、てれびくん版ではその圧倒的な数でウルトラ兄弟を攻撃し、何人かは人質として捕らえる。OV版では、グローザムに引き連れられてメビウスを攻撃、こちらは第29・30話のときと同様に再生能力も有しており、それと同時にその高い再生能力は、実は肩に着けられた再生装置によるものであることが分かっている。メビュームブレードで再生装置ごと切り刻まれて倒されるも、直後に2体目が出現、再びメビウスを苦戦させるが、そこにメカザムが乱入し、ザンバースピンクラッシュによって再生装置ごと切り裂かれ、爆発した。
- スーツアクター：末永博志
- デザインは酉澤安施が担当。初期の名称は「インペリアル」[70]。プロデューサーの渋谷浩康による最初の案では、怪獣の表皮を剥いだ中から現れるというものであった[70]。当初は本作品での登場怪獣のパーツで構成されたメビウス版タイラントとする案も存在した[113]。
- 着ぐるみは『ウルトラマンマックス』のギガバーサークの改造の予定だったが、最終的には足のみ流用でほぼ新造形となっている[157]。他の登場エピソードでも一貫して同じ物が使われているが、『ゴーストリバース』時には肩の再生装置のみ新たに造形されている。ドリルは特技監督の原口智生が所蔵していた轟天号のドリルを流用している[23]。
- 第30話でインペライザーが現れた青沢山脈は、かつてギラドラスを操るシャプレー星人が、地球の核を構成するウルトニウムを採取しようと暗躍した場所でもある。公式サイトの「WEBメビナビ」（携帯サイトでは「メビナビ」）でもウルトニウムを狙っていた可能性が示唆されている[158]。
- 『大怪獣バトル ULTRA MONSTERS NEO』では、上半身を高速回転させながら光弾を乱射する技は「バニシングサークル」、大剣は「インペリアルソード」と表記されている。
- 『ウルトラマンX』第6話・第7話では、当初ゴールド星人tE・rUの乗機として金色のインペライザーが登場する予定であったが、これまでの作品にたびたび登場していることから新怪獣（ルディアン）に変更された[159]。
- テレビアニメ『SSSS.GRIDMAN』第8話では、新条アカネの部屋の棚にインペライザーのフィギュアが飾られている[160][161]。同話に登場するメカグールギラスに合わせてメカ系怪獣でまとめられている[160][161]。

### 『大怪獣バトル ULTRA MONSTERS NEO』に登場するインペライザー
『大怪獣バトル ULTRA MONSTERS NEO』第3話「不死身の挑戦者」に登場。
主人公とカネゴンの前に現れたグローザムによって召喚される。ガッツウイングをバニシングサークルで容易く撃破し、そのまま主人公たちにも襲いかかるが、バトルナイザーの怪獣に倒される。
ステータスはスピードこそかなり低いが、ディフェンスとパワーが高いため非常に打たれ強い。必殺技は劇中通りの「バニシングサークル」、「三連装ガトリングガン」、「インペリアルソード」を使用する他、アーマードダークネスとのタッグ必殺技「インペライザースプラッシュ」がある。NEO第7弾より新必殺技として、上空を歪ませて紫色の光弾を召喚する「ダークサテライトファイア」が追加された。

### 『ウルトラマンゼロ外伝 キラー ザ ビートスター』に登場するインペライザー（BS）
OV『ウルトラマンゼロ外伝 キラー ザ ビートスター』に登場。
かつてエンペラ星人の先兵として地球に送り込まれたインペライザーのデータをビートスターがコピーして作り上げたもので、名称はインペライザー（BS）、別名は「天球鉄神」となっている。過去の機体同様、強固な装甲や多数の武器を有する。ビートスター天球の内部でビートスターが率いるロボット怪獣軍団の一体として、キングジョー（BS）やエースキラー（BS）と共にウルティメイトフォースゼロと戦う。レギオノイド（BS）がレイの召喚するゴモラに倒された直後に現れ、一度はキングジョー（BS）とエースキラー（BS）との共闘でゴモラを倒す。その後にウルティメイトフォースゼロとの戦いを繰り広げるが、その一体はミラーナイトに右手に装備されてある大剣を引きちぎられ、その武器を胴体に刺されて爆散する。ビートスタータワー付近で量産もされており、ウルティメイトフォースゼロやゴモラと戦うが、最後はビートスターの爆発によって天球や他のロボット怪獣軍団もろとも全滅する。
ミラーナイトと戦う個体は爆砕寸前、ミラーナイトから「動きが鈍いですね、少しはダイエットした方がいいですよ」と言われる。

### 『ウルトラマンギンガS』に登場するインペライザー（SD）
『ウルトラマンギンガS』第3話「孤高の戦士」、第12話「君に会うために」に登場。
第3話ではチブロイドがモンスライブした複数体が出現。集団で街を破壊し、ウルトラマンギンガにも重傷を負わせることに成功、その後、ウルトラマンビクトリーをも圧倒的な物量で追い詰めるが、ギンガストリウムにパワーアップしたギンガとUPGによって全機が破壊された。
第12話ではチブル星人エクセラー（SD）が見つけた「気になる反応」の調査のため、単機で出現。ビクトリーと交戦し、シェパードンセイバーフラッシュで破壊された。誰がモンスライブしていたのかは劇中で語られていない。
- スーツアクター：横尾和則、桑原義樹[要出典]
- 第3話はギンガストリウムの初登場回であるため、ギンガとビクトリーのピンチに説得力のある描写として集団での登場となった[167]。脚本の初稿では単に軍団と記述されていたが実際に何体出すのかが問題となり、次稿では2体とされた[167]。しかし第3話監督の坂本浩一が増員を要望し、最終的に坂本の任意となった[167]。

## 円盤生物 ロベルガー
第31話「仲間達の想い」、DVD版『ウルトラマンメビウス外伝 アーマードダークネス』に登場。
GUYSの「アウト・オブ・ドキュメント」にもデータが存在しない、「新種の円盤生物」である。エンペラ星人により、GUYSスペーシーの怪獣要撃衛星V88を破壊した円盤群の尖兵として、地球へ送り込まれる。標的はメビウスのみで、GUYSは眼中にない。円盤生物の例に漏れず円盤形態から怪獣形態に変形するが、名前の通りの生物的な印象が強かった過去の円盤生物とは異なり、機械的な部分が目立つ姿をしている。「指令、ウルトラマンメビウスの抹殺」を行動目的として、ロボットのように復唱する。円盤形態では赤い破壊光弾、怪獣形態では目から青い楔型光線と掌から手裏剣状の光弾を放つ。怪獣形態ではメビウスと互角以上に渡り合うほど高い格闘能力を発揮し、身軽な動きでメビウスを翻弄する。光線の連射でメビウスを苦しめるが、テッペイとコノミが使役するファイヤーウインダム、ジョージとマリナが搭乗するガンブースター、そして地上からリュウの援護射撃とGUYSの全力支援攻撃に遭い、それに勇気づけられてバーニングブレイブとなったメビウスのメビュームバーストによって倒される。
DVD版『ウルトラマンメビウス外伝 アーマードダークネス』では、再び地球に現れた怪獣たちの1匹として、別個体が登場する。映像は第31話の流用。
- 声：江川央生[注釈 25]（音声に加工あり）
- スーツアクター：永田朋裕
- デザイン：酉澤安施。円盤がそのまま頭になっているというコンセプトでデザインされたが、最終的に円盤形態は別デザインで造形された[144]。
- 着ぐるみはロベルガー二世に改造された。
- 第31話は本編が予想より短くなったことから特撮シーンを長く撮る必要に迫られたうえ、ノーバに続く2体目の円盤生物であることから監督の八木毅が個性を出そうと考え、元気で力強い動きとなった[169]。

#### 『ザ・ウルトラマンメビウス』に登場するロベルガー
DVD附属のイラストノベル『ザ・ウルトラマンメビウス』に登場。
『メビウス』本編の物語開始以前、カタン星人に他の円盤生物共々率いられ、ウルトラ兄弟に襲いかかる。この時、タロウやレオは「ブラックスターは実は巨大な円盤生物で、その破片を何者か（エンペラ星人）が利用し、誕生させたのがロベルガーではないか」と推測している。

### 円盤生物 ロベルガー二世
第41話「思い出の先生」に登場。
上述のロベルガーの別個体。以前の個体は2本だった頭部の角が4本に増加し、体色は赤い部分が黄色になっている。初代同様に圧倒的なパワーと手からの光線弾、目からの破壊光線を武器とする。円盤形態で地球に飛来したところを、追ってきたウルトラマン80のスパイラルビームを受けて失速し、怪獣形態に変形して太平洋上の無人島に着陸し、80や駆けつけたウルトラマンメビウスと戦う。得意の格闘戦と2種類の光線で80を苦しめ、80とメビウスを相手に一歩も引かない強さを見せるが、空中に飛び上がって光弾を連射したところを80のウルトラレイランスに貫かれて怯み、サクシウム光線とメビウスのメビュームシュートの同時攻撃によって倒される。
- スーツアクター：永田朋裕
- 着ぐるみはロベルガーの改造。デザインは酉澤安施[173]。

## 宇宙調査員 メイツ星人ビオ
第32話「怪獣使いの遺産」に登場。
GUYSのドキュメントMATにデータが記録されているメイツ星人の息子で、地球人と和平を結ぶ使者と偽って円盤に乗って来訪してきた宇宙人。父を殺された恨みから、地球人への深い憎悪を秘めている。
当初はまだ、ウルトラマンメビウス / ミライに「地球とメイツ星の問題に干渉しないで欲しい」と語るなど憎悪を抑えており、平和的解決のための話し合いを行おうとするが、ミライの身を案じて早まったリュウに腕を撃たれたことから、憎悪を再燃させる。かつての父の死に対する賠償として、「地球の大陸の20%をメイツ星に譲渡しなければ攻撃を行う」と一方的に交渉を迫るが受け入れられず、回答を待とうとさえせずに宇宙船とゾアムルチによる攻撃を開始する。やがて、ビオの父と共に生活した良とかつて出会っていたという、コノミの勤めていた保育園の園長による説得や、その教えを受けた子供たちが見せた優しさに思いとどまると、感知済みの憎悪のままに暴れるゾアムルチを倒すことをメビウスに嘆願する。ゾアムルチが倒された後、自分の行動を悔い改めたリュウとミライに見守られながら地球を去る。
- 演：吉田智則（人間態、回想シーンでのビオの父も担当）
- デザイン：酉澤安施
- スーツは当初、おしゃれな若者らしいモヒカン姿としてデザインされたが、造型が難しいためにNGとなった[144]。
- 小説『ウルトラマンメビウス アンデレスホリゾント』では、地球に来た経緯が異なる。メイツ星でも触れてはならないとされた父の悲劇を忘れさせないために独断で地球に侵入し、父を殺した犯人やその協力者の引き渡しを迫るなど、一方的な交渉を行う。最終的にはゾアムルチを封印して地球に滞在し、CREW GUYSにユーゼアルの情報を提供する。

## 巨大魚怪獣 ゾアムルチ
第32話「怪獣使いの遺産」に登場。
CREW GUYSのドキュメントMATに記録されているムルチの別個体を、地球防衛が手薄だった10年前に地球に侵入したメイツ星人が捕獲・改良したもの。初代ではただの模様であった青い斑点は、ゾアムルチでは青い結晶のようなものとして下半身や尻尾に埋め込まれている。メイツ星人ビオの宇宙船の輸送カプセルに有事の武力手段として一種の冬眠状態で積まれており、ビオの憎しみや怒りの脳波に同調して行動し、憎しみが途切れない限り破壊を続ける。
宇宙船による破壊活動を止めようとしたウルトラマンメビウスに対するビオの怒りを感知して覚醒し、青い熱線を口から放射しながらメビウスと交戦。最後は、みやま保育園長とGUYSのアイハラ・リュウの説得に思い留まったビオの願いを受けたメビウスに胸板で熱線を受け止められ、メビュームシュートで倒された。
- スーツアクター：横尾和則
- デザインは酉澤安施が担当[14]。新撮された回想シーンでの初代ムルチにも、同じスーツが用いられている[14]。
- 小説『ウルトラマンメビウス アンデレスホリゾント』では出自と最後が異なり、初代ムルチの細胞片にビオが憎しみの念を送り続けることで誕生した強化クローン（「ゾア」とはメイツ星の言葉で「憎悪」を意味する）であるとされ、地球人という存在全体を見極める道を選んだビオの手によって地中深く封印されるという結末を辿っている。咆哮によって大気を震わせることで豪雨を降らせる能力を持つことが作中で推察されており、裏設定ではスペシウム光線で死滅しなかった細胞を基とするため、スペシウム耐性を備えているとされている。

## 人魂怪獣 フェミゴン（フェミゴンフレイム）
第33話「青い火の女」に登場。
『帰ってきたウルトラマン』に登場したフェミゴン（以降、「初代」）の別個体。CREW GUYSのドキュメントMATには、初代のデータが記録されている。外見や能力の差から、フェミゴンフレイムとも呼ばれる。初代同様、最初は実体を持たない不定形であるが、他の生物に憑依することで実体化できる。ただし、シンクロ率は初代よりも高く、フレイムがダメージを受けると乗り移られた生物にもダメージが与えられる性質を持っている。また、人間に憑依したままでも感情が高ぶると周囲のものを炎上させる効果を持つ。
青い火の玉となり、GUYSのクゼ・テッペイ隊員の大学時代における先輩であるタカムラの妹・ミサに憑依し、毎夜石油コンビナート地帯を襲ってエネルギー源として大量の火炎を吸収し続ける。メビウスとの初戦では、逃げ遅れた工員を救うためのメビュームシュートが放たれる寸前、テッペイが思いを寄せるミサの命を救おうとメビウスを制止したことに乗じ、逃亡する。その後、完全にミサの身体を乗っ取って再出現し、目からの火球、口からの火炎弾を駆使しながらメビウスと再戦するが、ジャックと初代の戦いを分析したテッペイは、ウルトラマンの光線内にフェミゴンを宿主の肉体から切り離す素粒子があることを突き止めていたため、フレイムは新開発のメテオール「スピリットセパレーター」とメビュームシュートの連携によってミサから切り離され、完全に消滅する。なお、ミサはフレイムに憑依されていた間の記憶をすべて失くしていたことからテッペイのことも覚えておらず、彼の思いは失恋に終わる。
- スーツアクター：西村郎
- デザインは丸山浩[出典 8]。初代とはスーツの構造が異なり、首の部分にスーツアクターの頭が入るようになっている[14][17]。背中が大きく、首が長いもののカラーリングを変更したものが決定稿となった[17]。

## 光波宇宙人 リフレクト星人
第34話「故郷のない男」に登場。
メビウスを倒すために地球に襲来した宇宙人。敬語で話すものの態度は慇懃無礼であり、他人を見下すような言動で振る舞う。金属製の球体に手足をつけたような形状をしており、全身には鋭い棘が生えている。武器は両腕に付いた円盤状の光波シールドのスリットに仕込まれた剣やチェーン、ミサイル。最大の特徴は全身を覆う誘導体多層膜ミラーの光学エネルギー無効装甲で、これはどのような光線技も完全に弾き、誘電体多層膜ミラー状の剣は光線を吸収しない。初戦ではこの装甲でメビウスを追いつめたうえ、その援護にGUYSのガンウインガーが撃ち込んだスペシウム弾頭弾も剣で全弾斬り払ってみせると、1対1での対決の興を削がれたとの理由であえてメビウスを見逃し、一時撤退する。
メビウスがウルトラマンレオによる修業を経た後には再び出現してメビウスとの再戦に臨むが、彼の編み出したメビウスピンキックで左腕のシールドを割られると激昂し、ガンフェニックスを人質に取るという暴挙に出る。その結果、憤ったレオにメビウスの援護に出られて阻まれ、最後はレオキックとバーニングメビウスピンキックで続けざまに体を貫かれて爆散する。
- 声：掛川裕彦（音声に加工あり）
- スーツアクター：山本諭
- ラフデザインは菊地雄一、デザインは酉澤安施が担当。当初はヒューマノイド型の予定だったが、レオとメビウスのキックが体を貫通する描写にするため、ボリュームのある体型に変更された[182]。また、子供が描きやすいように線の少ない球体型のデザインとなった[182]。酉澤は特殊な鎧を着た宇宙人と想定している[70]。
- 侵略目的の有無については不明。書籍『ウルトラマンメビウス ARCHIVE DOCUMENT』では、時空波によって地球に降り立ったとされている[183]。
- 当初、リフレクト星人に敗れたミライ（メビウス）の前にゲン（レオ）が現れるシーンは普通の格好での登場が予定されていたが、ゲン役の真夏竜が後年に明かしたところによれば、一番ゲンらしい行動として「『レオ』の最終回で去っていった後、MACの仲間や地球の親しい人々を弔うために托鉢の行脚をしてきた」を想定して僧の姿を提案し、それが採用されたという[184]。また、この客演がきっかけで（『メビウス』本放送当時の）子供たちにも「ミライ（メビウス）と一緒に戦ったゲン（レオ）だ」と認識されるようになり、それまで子供の夢を壊さないようにと控えていたファン向けのイベントへの出演を再開したという[185]。
- スーツは後年も保管されており、『ウルトラマンX』のルディアンに改造された[159]。

### 『ウルトラギャラクシー大怪獣バトル NEVER ENDING ODYSSEY』に登場するリフレクト星人（RB）
『ウルトラギャラクシー大怪獣バトル NEVER ENDING ODYSSEY』第11話「ある戦士の墓標」に登場。「RB」は「レイオニクス・バトラー」を意味する。
リフレクト星のレイオニクスバトラー。語尾に「です」「ます」をつけるなど、丁寧な口調で話す。バードンを操り、自信満々でレイにレイオニクスバトルを挑むが、ゴモラにバードンを倒されて敗北する。
手持ち怪獣を失っただけで自身は死亡せず、その後の動向は描写されていない。
- スーツアクター：田之上生海
- 声：掛川裕彦

### 『大怪獣バトル ウルトラ銀河伝説 THE MOVIE』に登場するリフレクト星人
映画『大怪獣バトル ウルトラ銀河伝説 THE MOVIE』に登場。
ウルトラマンベリアルのギガバトルナイザーの力で怪獣墓場から復活。ベリアルが操る怪獣軍団の1体として、ウルトラ戦士やレイの怪獣たちを迎え撃ち、メビウスを襲う。軍団の中では長く生き残るが、ウルトラマンゼロの登場後は姿を見せていない。

## 暗黒星人 ババルウ星人
第35話「群青の光と影」、『ウルトラマンメビウス外伝 ヒカリサーガ』SAGA3「光の帰還」に登場。
かつてアストラに化けてウルトラ兄弟を欺き、地球とウルトラの星を破壊を目論んだババルウ星人（以下、先代）の同族。GUYSのドキュメントMACに記録が残っている。左腕から光弾を発射し、右腕のカッターと巨大なトゲ付き鉄球が付いた刺又状の武器ババルウ・スティックを武器として使用する。先代同様に優れた擬態能力を持ち、擬態した相手の身体の装飾品をコピーするほか､技や能力を使用可能。また、前髪をかき上げる癖がある。
外伝『ヒカリサーガ』では、ウルトラマンヒカリを仲間にしようとウルトラマンメビウスに化け、壊滅した惑星アーブへ偽のウルトラサインで誘い込むが、拒否されたために戦いを挑む。口から冷凍ガスを吐いてヒカリを氷漬けにしたところ、アーブの民の声によって勇者の鎧となったアーブギアをまとって復活したヒカリに猛反撃を受け、ナイトシュートで深手を負わされる。それ以降は雪辱を果たすことを誓い、高笑いをあげながら煙幕と共に姿を消して逃げ去る。
その後、第35話では地球に飛来して恨みの感情を抱くハンターナイト ツルギに化けて街を破壊し、地球人に「青いウルトラマン」に対する恐怖と疑惑を植え付けて信用を失墜させようと目論む。ヒカリ＝セリザワ・カズヤ前隊長がGUYSに監禁されたと知るや再びツルギに化けて街を破壊するが、監禁はGUYSの総本部陣がババルウ星人を油断させるための計略だったことからヒカリへの疑惑は完全に晴れ、解放された彼と再戦する羽目となる。ヒカリのブレードショットを受けて正体を暴かれた後、カッターでナイトビームブレードと相殺させながら光弾で攻撃するという卑怯な戦法で彼を追い詰めるが、自らの意思で制御できる新たなアーブギアをまとって本物のツルギに再変身したヒカリにはまったく歯が立たず、最後はナイトシュートを受けて倒される。
ヒカリは、このババルウ星人も地球を狙う何者か（のちにエンペラ星人であることが判明する）の尖兵であったと述べている。
- 声：清川元夢（音声に加工有り）
- スーツアクター：相馬絢也
- 武器のデザインは丸山浩が担当[14][17]。薙刀や鎌の案もあり、刺又にトゲ付き鉄球を付けたものが決定稿となった[17]。
- 冷凍ガスは『大怪獣バトル ULTRA MONSTERS NEO』では「デスブリザード」と表記されている。
- 『ヒカリサーガ』監督の菊地雄一は、遊びとして京本政樹のような仕草をさせている[190]。
- 第35話監督の村石宏實は、ツルギとの戦いでは等身大キャラクターのアクションを意識して演出している[191]。

### ニセハンターナイトツルギ
第35話「群青の光と影」に登場。
ババルウ星人が地球人に「青いウルトラマン」を敵視させるために変身した姿。ただし、すでに本物のヒカリからメビウスに託されて持っていなかったはずのナイトブレスもそのまま真似たため、メビウス＝ヒビノ・ミライにはすぐに偽者だと見破られる。
ナイトブレードやナイトシュートも使える。
当初の目的に沿ってこの姿で街を破壊し、地球人に「青いウルトラマン」を敵視させることに半ば成功しかけるものの、GUYSによるヒカリの一時拘束中もこの姿で暴れ続けるというミスを犯したため、ヒカリの疑いは完全に晴れる。その直後にヒカリと再戦し、ブレードショットを受けて正体を暴かれる。
- 資料によっては、名称をニセ・ツルギと記載している[出典 10]。
- スーツは本物のハンターナイト ツルギと同一。

### ニセウルトラマンメビウス
『ヒカリサーガ』SAGA3「光の帰還」に登場。
ババルウ星人がアーブにて最初に擬態していた姿。映画『ウルトラマンメビウス&ウルトラ兄弟』でザラブ星人が変身したニセウルトラマンメビウスと違い、本物との差異がまったく見られない完璧な変身である。アーブを再訪して感慨に浸っていたヒカリを攻撃したことで偽者と見破られ、すぐに前述のニセハンターナイト ツルギの姿となり､地球へ逃亡する。
メビュームシュートも使える。
- スーツは本物のメビウスと同一。
- 資料によっては、名称をニセ・メビウスと記述している[38]。

## 土塊怪獣 アングロス
第36話「ミライの妹」に登場。
サイコキノ星人カコ（後述）たちが超能力を使い、土から作り出した四足歩行の怪獣。カコの念動力で操られて暴れる。構成物質の大半が鉱物粒子で形成されていて生体反応が無く、厳密には「怪獣」とは言えない存在。武器は前後に動く鼻先の削岩機状の角とヒレのついた巨大な前足。最初に現れた時は角がない状態で前足で地中を掘り進み、GUYSの攻撃から身を隠す。再度現れた際はトリヤマ補佐官たちの仕打ちに憤慨したカコに狂暴化・強化され、赤い目を見開いて四足歩行から二足歩行になり、体の左右から三本の巨大な角を生やした姿となる。メビウスとの戦いでは、掘り返した土をメビウスに浴びせ、カコの超能力で動きを封じられたメビウスを埋めるが、ミクラスの参戦で形勢は逆転。カコもメビウスの説得に心が揺れ動いて逃走し、残ったアングロスは空中からのメビュームシュートで爆砕され、土塊に戻る。
- スーツアクター：横尾和則
- デザインは酉澤安施が担当。当初は地底怪獣としてデザインされていた[194]。
- 書籍『ウルトラマンメビウス ARCHIVE DOCUMENT』に掲載された小説「守るための太刀」（作：赤星政尚）ではカコによって作り出されてアテリア星人と戦うも、剣で両断されて土砂に還る。
- 『ウルトラマンゼロ＆オールスターウルトラマン超絶!ウルトラリーグ』（てれびくん版2011年7月号掲載分）ではウルトラマンゼロのゼロブレスットを奪うために光の国を襲撃するがウルトラマンレオのレオキックに敗れる。

### 『ウルトラギャラクシー大怪獣バトル』に登場するアングロス
『ウルトラギャラクシー大怪獣バトル』第9話「ベンドラゴン浮上せず!」に登場。
惑星ボリスの岩場でグロマイトと戦うが、突如乱入したキングジョーブラック（円盤形態）のペダニウムランチャーを受けて倒される。
本来はサイコキノ星人により造られた怪獣だが、公式サイトでは本作品の個体はボリスに連れてこられたことにより、サイコキノ星人とのコントロールを絶たれて暴走していたと推測されている。
- スーツアクター：西村郎

### 『大怪獣バトル ウルトラ銀河伝説 THE MOVIE』に登場するアングロス
映画『大怪獣バトル ウルトラ銀河伝説 THE MOVIE』に登場。
ウルトラマンベリアルのギガバトルナイザーの力で怪獣墓場から復活し、ベリアルが操る怪獣軍団に加わる。怪獣墓場でウルトラ戦士たちを迎え撃ち、グロマイト、ロベルガー二世、ジャシュライン、ケルビム、リフレクト星人らと共にウルトラマンメビウスと戦うが、最後はメビウスのメビュームシュートとゴモラの超振動波の合体光線「超振動メビュームシュート」を喰らって倒される。
回想シーンでもレイブラッド星人が指揮する怪獣軍団の中に姿を見せている。

## 念動宇宙人 サイコキノ星人
第36話「ミライの妹」に登場。
イタズラ好きなことで有名な宇宙生命体。本編では5人が登場。本来はいわゆるグレイタイプの宇宙人だが、地球上ではブレザー制服を着た中学生くらいの少年・少女の姿に変身する。強大な超能力を持つが、その能力ゆえに母星を滅ぼし、以後は宇宙を放浪しては各地で超能力を使った悪戯をしていた。そのため、宇宙のどこに行っても厄介者扱いされている。メビウスを倒す作戦が失敗した後、新しい悪戯を企むが、改心したカコに諌められて地球を去る。
- 演：五十畑颯斗[注釈 33]、川北純也、砂川政人、古澤美咲、坂井じゅの
- 変身体デザインは板野一郎が担当。本来の姿はCGで描写された[70]。3 - 4日でモデリングする前提であったため、あり物のダミー人体を流用している[70]。

### 念動宇宙人 サイコキノ星人カコ
第36話「ミライの妹」、第49話「最終三部作II 絶望の暗雲」、第50話「最終三部作III 心からの言葉」に登場。
サイコキノ星人の少女。地球上では他の仲間と同様に中学生くらいの少女の姿に変身する。アングロスを作り出した後、ミライの妹と名乗ってGUYS内に入り込む。妹と名乗ることで「兄弟」に特別な憧憬を抱くウルトラマン=ミライを油断させて倒すつもりだったが、ミライやGUYSの優しさに動揺する。しかし、トリヤマ補佐官に捕獲されそうになったことで地球人への不信を募らせ、仲間の5人のサイコキノ星人と合流する。再度アングロスを出現させてメビウスを追い詰めるが、彼の説得で人間の優しさを知って改心する。メビウスに地球から怪獣を呼び寄せる時空波が出ていることを教えた後、新しい悪戯を企む仲間を諌めて共に地球を去る。
第49話では、GUYSの危機にフェニックスネストにミライの妹として駆けつける。エンペラ星人には念動力で対抗するも敵わず、弾き飛ばされる。また、フェニックスネストが衝撃を受けた際には、かつて自分を捕らえようとしたトリヤマ補佐官に助けられ、彼に礼を言う。
「カコ」という名前は彼女の本名ではなく、リュウが咄嗟に付けるものである（ミライ＝未来の妹で、カコ＝過去）。
- 演：高宗歩未

## 宇宙三面魔像 ジャシュライン
第37話「父の背中」に登場。
トーテムポールに手足が付いたような姿をした宇宙人。軽快に踊るなどおどけた一面を持つが、その実は屈強かつ凶悪。上から並ぶ3つの顔（表情は上から怒り、笑い、冷静）は兄弟で、それぞれ異なる人格を持つ。エリダヌス座宇宙を荒らし回っていた大悪党で、倒した相手の死体（黄金像）を集めている。宇宙ストリートファイトの連勝街道を驀進していたが、謎の時空波に導かれて地球へ飛来し、メビウスに勝負を挑む。
3つの顔の額にはフォリドランプがあり、ランプが点灯している顔が現在の攻撃主導権を握っていることを示し、3兄弟はそれぞれ異なる攻撃を仕掛ける。長兄は腕の盾から作り出すアームブーメランの名手で、一人称は「オレ様」で語尾が「 - ジャジャ」。次兄は格闘戦に長けたメビウスを凌ぐ実力の持ち主で、一人称は「ボクちん」で語尾は「シュラ」。末弟は念動力を使って敵の動きを封じたり、エネルギー波の幕を体の前面に張り、敵の攻撃を弾き返すことができ、一人称は「ワシ」で語尾は「イ〜ン」。そして三兄弟の額のランプが3つ同時に点灯した場合、頭頂部の羽根から金色の光線ゴールジャシュラーを放射し、相手を黄金像にする。これでメビウスを黄金像にするが、メビウスが諦めなかったためカラータイマーだけは黄金にならず、苛立ちから何度もブーメランをカラータイマーに叩き付けて破壊しようとした。カラータイマーにヒビが入ったのを確認し、止めの一撃を振り降ろそうとするが、ウルトラの父が駆けつけてメビウスを復活させる。再びゴールジャシュラーを放とうとするも、ウルトラアレイの力によって顔のランプを3つ同時に破壊され、ゴールジャシュラーや三兄弟それぞれの攻撃手段を行えなくなってしまったのをきっかけに劣勢に立たされ、最後は自棄になって地球の地核を刺激して星ごとメビウスたちを倒そうとするが、地中に潜る寸前にメビュームバーストで倒される。
テレビマガジン版『ウルトラマンメビウス外伝 超銀河大戦』では、アークボガール配下の宇宙人軍団として、マグマ星人、ペガッサ星人、ババルウ星人と共にウルトラマンとセブンに襲いかかるが、ウルトラマンのスペシウム光線を受けて宇宙の彼方に吹き飛ばされる。
- 声：松本大（長兄）、浅沼晋太郎（次兄）、はじ（末弟）
- スーツアクター：福田大助
- デザインは酉澤安施が担当。検討段階では首が回転して顔が変わる三面怪獣とする案もあった[194]。
- プロットでは時空波の発生源である海底の古代遺跡を守るガーディアンという設定であった[194]。この設定に基づいた古代拳闘士をモチーフとした石像風のデザインも描かれている[194]。

### 『大怪獣バトル ウルトラ銀河伝説 THE MOVIE』に登場するジャシュライン
映画『大怪獣バトル ウルトラ銀河伝説 THE MOVIE』に登場。
ウルトラマンベリアルのギガバトルナイザーの力で怪獣墓場から復活する。ベリアルが操る怪獣軍団の1体として、他の怪獣軍団と共にウルトラ戦士やレイ（レイモン）の怪獣たちに襲いかかる。グロマイト、アングロス、ロベルガー二世、ケルビム、リフレクト星人らと共にウルトラマンメビウスと戦うが、最後はベリアルのギガバトルナイザーによる攻撃の巻き添えになって爆散する。
その後、百体怪獣ベリュドラの一部に取り込まれ、他の怪獣と共に犇めき合っている。
- 『てれびくん』で連載された漫画版でも、ベリアル配下の怪獣軍団の1体として、バルタン星人、ゼットン、リフレクト星人、ガンQ、バキシム、ドラゴリー、ロベルガー二世、キングゲスラと共にウルトラ戦士やゴモラたちに襲いかかる。
- 『てれびくん』2009年12月号付録のメガサイズポスターでは、ウルトラマンメビウスに加えてゴモラとも戦っている。

### 『ウルトラマンギンガ』に登場するジャシュライン（SD）
『ウルトラマンギンガ』第9話「漆黒のウルトラ兄弟」に登場。
スパークドールズはいかなる経緯かホツマが持っていたもので、以前の戦いで倒れて変身できないヒカルに代わって美鈴、健太、千草がギンガライトスパークを使用してウルトライブし、アントラー（SD）と戦う。3人の意思がシンクロしなかったため、まともに戦うどころか前進することもままならず散漫な動きになって終始劣勢だったが、ウルトラマンギンガの登場までの時間稼ぎには成功し、ギンガに後を譲ってスパークドールズに戻る。
- 演（石動美鈴 / 渡会健太 / 久野千草）：宮武美桜 / 大野瑞生 / 雲母
- スーツアクター：新井宏幸
- 第9話は当初ジャシュラインを中心としたコメディ回となる予定であったが、ウルトラマンダークの登場がずれ込んだため、変更された[203]。

## 宇宙有翼怪獣 アリゲラ
第38話「オーシャンの勇魚」に登場。
謎の時空波に導かれて地球に飛来した宇宙怪獣。戦闘機以上の高速・高機動飛行能力を有するだけでなく、それと同等の水中航行能力も有する、陸・海・空・宇宙空間どの環境にも強い怪獣。
頭部に目を持たない代わりに肩の付け根のジェットエンジンの吸入口を彷彿とさせるパルス孔から超音波を発し、コウモリのように目標・高度を計って移動する。武器は前述のパルス孔から放つ電磁気光線（周囲に拡散させて広範囲を攻撃することもできる）や尻尾の先から放つ追尾光弾（メテオールマニューバモードでも振り切れない）、強度が高いために刃としても使える翼、低高度飛行での衝撃波など。
劇中では房総半島沖の海上へ降下した後GUYSの迎撃を巧みにかわし、メビウスも翼ですれ違いざまに負傷させるが、GUYSオーシャン隊長・勇魚が操縦するシーウインガーの攻撃を受け、日本海溝に潜伏する。その後、GUYSジャパンと勇魚の合同作戦によっておびき出され、最後はメビウスのメビュームブレードで頭から両断されて爆発四散する。
DXウルトラコクピット版『ウルトラマンメビウス外伝 超銀河大戦』では怪獣墓場で眠っていたが、アークボガールに目覚めさせられてGUYSに襲いかかる。
- スーツアクター：丸山貢治
- デザインは酉澤安施が担当。デザインイメージは「肘の曲るギエロン星獣」[194]。『ウルトラマンネクサス』に登場予定であった鳥怪獣のイメージも取り入れられている[194]。
- 着ぐるみは新造形だが、口部のギミックはディノゾールの物の流用[194]。
- メビウスとの戦闘シーンはあっさり終わらせる予定であったが、監督のアベユーイチがアリゲラのスーツを気に入ったため、長尺となった[143]。

### 『ウルトラギャラクシー大怪獣バトル』に登場するアリゲラ
『ウルトラギャラクシー大怪獣バトル』第9話「ベンドラゴン浮上せず!」に登場。
海中で大群で出現してペンドラゴンの頭上を飛び回るが、オキにより超音波を攪乱されて行動不能となり、どこかへ去る。
- スーツアクター：西村郎

### 『ウルトラギャラクシー大怪獣バトル NEVER ENDING ODYSSEY』に登場するアリゲラ
『ウルトラギャラクシー大怪獣バトル NEVER ENDING ODYSSEY』第9話「暗黒の鎧」に登場。
テンペラー星人（RB）が操る怪獣。アーマードメフィラスに戦いを挑んだテンペラー星人に召喚されるが、巨大化すらしていないアーマードメフィラスによりテンペラー星人共々一瞬で切り倒される。
- スーツアクター：丸山貢治

### 『大怪獣バトル ウルトラ銀河伝説 THE MOVIE』に登場するアリゲラ
映画『大怪獣バトル ウルトラ銀河伝説 THE MOVIE』に登場。
ウルトラマンベリアルのギガバトルナイザーの力で怪獣墓場から復活。ベリアルが操る怪獣軍団の1体として、他の怪獣軍団と共にウルトラ戦士やレイモンたちに襲いかかる。主に初代ウルトラマンと激突し、ウルトラマンゼロ登場後は、バードンと共に空中からゼロを攻撃するが、エメリウムスラッシュでバードン共々倒される。

## 憑依宇宙人 サーペント星人
第39話「無敵のママ」に登場。
へびつかい座M9球状星雲から地球を侵略に訪れた宇宙人。頭部を頑強な兜で覆っており、指先から放つ青白い怪光線を武器として集団戦法で戦う。また、発光物体の姿となって1つに融合することにより、全身を鎧で包んだ巨大化形態に変身する。体組織の95%が純度の高い水分で構成されており、巨大化形態での鎧は大気中の水分によって高速再生できるが、その性質ゆえにナメクジのように塩化ナトリウムに弱い。
GUYSジャパンの食堂に勤務する日ノ出サユリ（演：美保純）が車にはねられて死亡した直後に1体が憑依し、蘇生させる。その後、サユリには「作る食事の味が薄い」や「水を頻繁に飲む」などの変化が起き始める。まもなく、サユリの意識を消失させて転送装置を用いて仲間を呼び、フェニックスネストの動力部を破壊して基地内部からGUYSの全機能を麻痺させる「偉大なる計画」を自らの命も惜しまず実行しようと企むが、家族を想うサユリの意識に体を乗っ取られ、サユリ1人に仲間たち全員が返り討ちにされる。こうして計画を妨害されたサーペント星人たちは融合を経て巨大化し、巨大サーペント星人と化す。
サーペント星人の死亡後もサユリの肉体には若干能力が残留したようで、高速移動や車を受け止める怪力、ウルトラマンを彷彿とさせる飛行能力などが発現する。テッペイによれば、ゆっくりではあるが次第に能力は消失していくとのこと。
『ウルトラマンメビウス超全集』の解説では、サーペント星人も皇帝の尖兵だったと推測されている。
- 声：坂口哲夫
- スーツアクター：福田大助
- デザインは酉澤安施が担当。デザインイメージは『ウルトラセブン』のボーグ星人と貝殻[194]。等身大時のデザインイメージはフック星人[194]。脚本を担当した朱川湊人の要望は、巨大化時がボーグ星人、等身大時がゴース星人であった[208]。
- 着ぐるみは、等身大時と巨大化時で頭部と肩のプロテクターが共通となっている[194]。
- 「他者のために自身の命を犠牲にした地球人と一体化する」という歴代ウルトラマン同様の設定を侵略宇宙人に適用しており、劇中でもサーペント星人が死亡したサユリに語りかけて憑依するシーンは、『帰ってきたウルトラマン』第1話でウルトラマンジャックが郷秀樹に憑依するシーンと酷似した演出が行われている[209]。
- サーペント星人に憑依されたサユリが守衛と戦うシーンは、サユリ役の美保純がクランクイン前に肉離れを起こしていたため、移動車に乗った状態で撮影を行っている[151]。

### 憑依宇宙人 巨大サーペント星人
第39話「無敵のママ」に登場。
複数のサーペント星人たちが融合し、巨大化を遂げた姿。全身が強固な甲冑に包まれており、大気中の水分を吸収することで瞬間的に完全再生して「斬れない」ように見せかける能力を有している。フェニックスネストを攻撃しようとするがウルトラマンメビウスに阻止されたうえ、サユリの助言によって金属火災消火用の塩化ナトリウム弾を浴びせられたことで再生能力を封じられて弱体化し、メビュームブレードで倒される。
- 小説『ウルトラマンメビウス アンデレスホリゾント』では、メビウスとGUYS、サユリによって等身大のまま全滅しているため、巨大化形態は登場していない。

### 『劇場版 ウルトラマンオーブ 絆の力、おかりします!』に登場するサーペント星人
『劇場版 ウルトラマンオーブ 絆の力、おかりします!』に登場。
宇宙魔女賊ムルナウの配下である宇宙人の1体。レキューム人とともに大空大地を幽閉した部屋を警備している。
- 声：工藤大輝
- 声は主題歌を担当したボーカルグループDa-iCEのメンバーである工藤が担当した[210]。登場時のレキューム人との会話はアドリブである[210]。

### 『ウルトラマンジード』に登場するサーペント星人
『ウルトラマンジード』第11話「ジードアイデンティティー」に登場。
シャドー星人ゼナ率いるAIBの一員。オープンカフェでくつろぐ伏井出ケイを、ゼナや愛崎モア、同僚たちと共に本部から地球人と同様のスーツ姿で監視するが、ウルトラマンベリアルとの超光速通信で監視に気づいたケイに監視用機器を破壊され、本部にまでおよぶその爆発に動揺する。

### 『ウルトラマンタイガ』に登場するサーペント星人
『ウルトラマンタイガ』第4話「群狼の挽歌」、第19話「雷撃を跳ね返せ！」に登場。
第4話では、ヴォルクの配下としてガルメス人とともに人間態の状態で登場。マスクを被って工藤ヒロユキと宗谷ホマレを襲撃し、拉致するも本気を出されたホマレに倒される。また、宇宙人のチンピラとして、殺戮宇宙人 ヒュプナスや宇宙怪人 ペダン星人とともに3対1でホマレと戦うが、その腕っ節から圧倒される。このほかにも、ヴォルクと抗争した個体が登場している。
第19話では、街を徘徊していた宇宙人のチンピラとして登場し、霧崎と取引していたという情報を情報屋から入手したヒロユキに霧崎の居場所を尋問されるが、取引の鉄則としてお互いに秘密を明かさないとヒロユキに告げ、「知らない」と弁解する。
- 声：木村隼人（第19話）

### 『劇場版 ウルトラマンタイガ ニュージェネクライマックス』に登場するサーペント星人
映画『劇場版 ウルトラマンタイガ ニュージェネクライマックス』に登場。
強力な銃でヒロユキを襲って湊カツミと戦うが、グリムドが復活すると逃げ出す。

### 『ウルトラマンクロニクル ZERO&GEED』に登場するサーペント星人
『ウルトラマンクロニクル ZERO&GEED』に登場。ビヨンド学園のゼロ組に通う男子学生の1人。

### 『ウルトラマンデッカー最終章 旅立ちの彼方へ…』に登場するサーペント星人
映画『ウルトラマンデッカー最終章 旅立ちの彼方へ…』に登場。

## 宇宙植物怪獣 ソリチュラ
第40話「ひとりの楽園」に登場。
謎の時空波に引き寄せられてモリマ山に落下した隕石に潜んでいた、宇宙植物。周囲の木々を触手で取り込みながら成長を続け、一晩で巨体と化す。あらゆる生物、さらには地球自体と同化することが目的で、成長を続けることによって体中に白い花・ソリチュランフラワーを咲かせ、自らの下僕ともいえる植物怪人ソリチュランに変えて暗躍する。また、頭部から神経を麻痺させる黄色い毒花粉を噴射することや、全身だけでなく地下に張り巡らせた地下茎を自在に操って攻撃することが可能である。根の部分にはソリチュランによって捕えた人々を取り込んでおり、GUYSもうかつに攻撃できなかったが、メビウスのメビュームブレードで上半身を切断され、核ともいえる頭部にメビュームシュートを受けて青い炎を上げながら炎上し、消滅する。
- スーツアクター：末永博志
- デザインは酉澤安施が担当。
  - デザインイメージは大木で、松のようなシルエットを意識している[194]。
- 名前は英語で「孤独」を意味する「solitude」から[208]。
- 神経を麻痺させる黄色い毒花粉に含まれる成分「ソリチュラ化合銀」は、『ウルトラマン80』に登場する怪獣ゾラの毒花粉にも含まれる成分であると設定されている。公式サイトWEBメビナビでは、両者は同じ星の植物から進化したものと推測している[218]。
- 第40話の脚本を担当した朱川湊人は、当初は『ウルトラマン』のケロニアを登場させることを希望していたが、第1期シリーズの怪獣はなるべく外すという方針であったため、新怪獣のソリチュラに変更された[219]。
- 小説『ウルトラマンメビウス アンデレスホリゾント』では、寿命を迎えるとホウセンカのように種子を宇宙に放ち、他の惑星に根付かせるというソリチュラの繁殖システムが語られている[220]。また、すでに約760個以上の惑星がソリチュラに同化されているという[221]。

### 宇宙植物怪人 ソリチュラン
第40話「ひとりの楽園」に登場。
ソリチュラの体に咲いたソリチュランフラワーが地面に落ち、人間大の怪人となった姿。白いローブに身を包んだ人間の姿に擬態しているが、真の姿は頭部に白い花を咲かせた植物人間そのもので、ソリチュラと同様の黄色い毒花粉を花から噴射し、人間を昏倒させる。人間の青年の姿に化け、孤独な人間の心の隙間につけ込むことで本体のもとへ導く役目を担う。その活動は、「植物怪人」という都市伝説となって語られている。
- 演：田中伸彦
  - 田中は『ウルトラマンネクサス』に吉良沢優役で出演しており、第40話監督の小中和哉が『ネクサス』からのつながりで起用した[151]。
- デザイン：酉澤安施
- 頭部の花は、『ウルトラマンX』のホオリンガに流用された[224]。

## 硫酸怪獣 ホー
第41話「思い出の先生」に登場。
『ウルトラマン80』に登場したホーと同様、マイナスエネルギーから誕生した怪獣。GUYSのドキュメントUGMにデータが記録されている。統廃合によってなくなる桜ヶ岡中学校で行われた26年前の1年E組メンバーによる同窓会の最中、同校の解体直前の校舎から大量発生したマイナスエネルギーが誕生させる。
口から硫酸が転化した七色に光る炎のような破壊光線を放つほか、初代同様に目から硫酸の涙を流すなどの攻撃を行う。ミライがウルトラマンメビウスに変身して格闘戦に入る中、ガンフェニックスの砲撃はホーの身体を透過して無効化される。メビウスを押し倒して馬乗りになり、駄々を捏ねるように落涙しながら殴り続けるが、当初は同窓会に参加しないつもりだったウルトラマン80が現れると、メビウスを殴るのを止めて立ち上がり、80を待ち望んでいたかのような仕草を見せる。80がバックルビームを放つと、抵抗せずにそれを受け止めて笑顔になり、消滅する。その顛末を見て、コノミは「校舎が自分が壊されることを悲しんでマイナスエネルギーを発生させた」と分析するが、ミライは「校舎が学校で同窓会を行なっていた卒業生たちと80を会わせたくて怪獣を出現させた」と分析する。
- スーツアクター：永田朋裕
- 第41話の脚本を担当した川上英幸は、マイナスエネルギーに直接関わる怪獣であることからホーを登場させたとしている[227]。
- 『メビウス』に登場した80は、2007年2月28日に開催された「日本オタク大賞06/07」で、この第41話の内容を理由として大賞を受賞した[228]。

## 侵略円盤
第42話「旧友の来訪」に登場。
かつて地球を侵略しようとした円盤群。リング状の光線を武器とする。登場するのは円盤のみであり、どこから来たのか、何者が操っていたのかなどの詳細は不明。冥王星軌道付近にまで到達し、科学特捜隊時代のサコミズが指揮していた亜光速試験船「イザナミ」の搭載艇「イカヅチ」を襲撃するが、駆けつけたゾフィーのM87光線による援護もあり、すべての円盤が撃破される。
その後、帰還したサコミズによる報告を経て、地球が未だ侵略者たちに狙われていることやウルトラ戦士たちに水際で守られていることが判明し、GUYSの設立へつながることになる。
- 「侵略円盤」は劇中での呼称であり、書籍『ウルトラマンメビウス超全集』では円盤群[229]、書籍『円谷プロ全怪獣図鑑』（小学館、2013年）では謎の円盤群として記載されている[19]。

## 古代怪獣 ゴモラ
第42話「旧友の来訪」に登場。
ドキュメントSSSPとドキュメントUGMに1件ずつ記録が残されている古代怪獣の同族で、初代が出身地とするジョンスン島に出現する。テッペイの発言によると、本作品ではそれまでにゴモラが日本国外に出現した記録はないとされており、怪獣頻出期以来では、初めて国外に出現した怪獣である。
出現した際にガディバに生体情報をコピーされ、すぐに島の地下へ消える。その後、ウルトラマンメビウスに倒されたレッドキングに同化したガディバがその肉体を変化させて出現したコピーが、初代同様の突進能力と切られても別の意思を持つかのように動き回る尻尾を駆使し、メビウスを追いつめる。ガンウィンガーのスペシウム弾頭弾で切断された尾はガンブースターのガトリングデトネイターで破壊されるが、この時も尻尾はしばらく動く。最後は、バーニングブレイブとなったメビウスに肉体も投げ飛ばされ、空中でガンフェニックストライカーのインビンシブルフェニックスとメビュームバーストの同時攻撃に遭い、破壊された。
第21話では、怪獣墓場で眠っている姿が確認できる。
- スーツアクター：福田大助
- 着ぐるみは『ウルトラマンマックス』の時のものの流用[232]。角は『マックス』と同じ赤色になっている。

## どくろ怪獣 レッドキング
第42話「旧友の来訪」に登場。
ドキュメントSSSPに2件、ドキュメントUGMに1件記録が確認されており、多々良島に現れた黒ずくめの男（ヤプール） が操るガディバが同化して現れる。総合的な能力をガディバがパワーアップさせており、巨大な岩を投げ飛ばす怪力に加え、飛行中のガンブースターに届く跳躍まで見せるようになっている。しかし、投げようとした岩が見つからず必死で周囲を探す、投げ飛ばそうとした岩をGUYSの攻撃で足に落とされて悶絶する、その痛む足で岩を蹴飛ばそうとするなど、初代同様の粗雑な行動が目立つ。最後は、岩場に突っ込んで倒れそうになっているところにメビウスのメビュームシュートを浴びて倒れるが、ジョンスン島で姿を消したゴモラと同化したガディバがその肉体を変化させたコピーが出現する。
- スーツアクター：末永博志
- 着ぐるみは『ウルトラマンマックス』で使われたものの流用[94]。
- 第21話でも怪獣墓場に眠っている姿が確認された[34]（着ぐるみはこちらも『ウルトラマンマックス』で使われたもの）。
- 『新ウルトラマン列伝』第38話では、後述の『大怪獣ラッシュ』版のレッドキングを紹介する際に本個体も紹介されており、上記の粗雑な行動を解説役の闇のエージェント3人（バルキー星人（SD）、イカルス星人（SD）、ナックル星人グレイ（SD））に呆れられる。

## 宇宙同化獣 ガディバ
第42話「旧友の来訪」、第43話「脅威のメビウスキラー」に登場。
黒ずくめの男（正体はヤプール）に操られる、黒紫の霧で構成されたヘビのような不定形生物。実体を持たないが他の怪獣と同化する能力を持つうえ、同化の際に能力や生体情報を吸収・複製することにより、その肉体を媒介として変化・再現できる特性を持つ。なお、再現された怪獣の能力は元の個体を上回っている。
ジョンスン島に現れたゴモラの遺伝子を取り込み、多々良島でレッドキングと同化する。迎撃に現れたGUYSとメビウスに一度は敗れるも、レッドキングからゴモラ（コピー）に変化してすぐに攻撃し、メビウスを追いつめる。最後はバーニングブレイブとなったメビウスとガンフェニックストライカーの同時攻撃によって肉体は撃破されるが、抜け出した本体は男のもとへ戻る。男の真の目的はメビウスの戦闘データの採取であり、第43話でメビウスキラーの胸のクリスタルに同化してそのデータを完全再現する。その後、同化していたメビウスキラーもろとも、メビウスに倒される。
- デザイン：酉澤安施。デザイン画での名称は「マディバ」[194]。当初は煙のようなイメージであったが、同化する際の描写を考慮してヘビのようなデザインとなった[194]。
- 作中ではすべてCGで表現されている。

## 異次元超人 メビウスキラー
第43話「脅威のメビウスキラー」に登場。
かつてウルトラマンAが戦ったエースキラーと同型のロボット超人で、黒ずくめの男の姿をしたヤプールによって呼び寄せられた。鉤爪状になった左腕など、容姿はエースキラーとほぼ同じであるが、こちらは爪先の棘が足と一体化しているなど細部が異なり、右手も刃物状の武器は装備していない。また、エースキラーは終始声を発さなかったのに対し、こちらは低く不気味な声を発する。
高い格闘能力を有しており、最初はヤプールからもエースキラーと呼ばれたが、メビウスの戦闘データを読み取ったガディバと同化することにより、胸のキラークリスタルが点灯するほか、右腕にはメビウスブレスと同じ役割を持ってカラータイマーのように点滅するクリスタルが追加され、かつてエースキラーがウルトラ兄弟の技を模倣したようにメビュームシュート（メビウスと異なり左腕から使用）や、メビュームブレードを模倣したキラーブレード（メビュームブレードとは逆に右腕で使用）、さらにはメビュームバーストを放つことさえも可能となる。技を放つ際にはエースキラーの性能テスト時と同様、ヤプールが技名を叫んで指示を送る。その高い戦闘能力でメビウスを抹殺しようと善戦するが、アヤの声援を受けて奮起したメビウスがとっさに編み出した新技・メビュームダイナマイトに遭い、爆散した。
なお、ヤプールはメビウスがメビウスキラーとの戦闘で疲弊することを織り込み済みだったらしく、疲弊してミライの姿に戻った彼を近くにいたアヤとヒルカワもろとも異次元空間に拉致することには成功した。
- スーツアクター：丸山貢治
- デザインは丸山浩[出典 17]。原典の写真を見て造形的に上手くいっていないと思った箇所を整理しており、爪先をサンダルの一部にして、脇腹を変更し、オリジナルのカラーリングと同様のものが決定稿となった[17]。
- 時系列上では本話より過去（テレビシリーズ第23話以前）である劇場版『ウルトラマンメビウス&ウルトラ兄弟』では、エースキラーをモデルにした究極超獣Uキラーザウルスが登場した。

## 満月超獣 ルナチクス
第44話「エースの願い」に登場。
『ウルトラマンA』に登場したルナチクスの別個体で、GUYSのドキュメントTACにデータが記録されている。本作品ではヤプールの配下として登場する。初代と比べて目付きが鋭く、体毛が短くなっている。月におびき寄せられたフェニックスネストの脱出を封じる干渉フィールドを形成している石柱を守るために月面の地底から出現し、初代同様ウサギ跳びのように移動する。口から毒ガスやマグマ火炎を吐き、赤い目をミサイルのように撃ち出す（撃ち出された目はすぐに補充される）。干渉フィールドの放射ポイントを破壊しようとするGUYSの妨害を目論むが、放射ポイントをガンスピーダーの光線によって破壊されたうえ、石柱をフェニックスネストのフェニックス・フェノメノンによって破壊され、自身も月に駆けつけたウルトラマンAとの対決の末にメタリウム光線を受けて爆死する。
- スーツアクター：横尾和則
- この戦いの後、北斗星司と南夕子は再会を果たす。『A』で北斗と南を別れさせたルナチクスが、逆に今回は2人を再会させる形となっている。

## 策謀宇宙人 デスレム
第43話「脅威のメビウスキラー」、第45話「デスレムのたくらみ」に登場。
皇帝であるエンペラ星人に仕える暗黒四天王の1人で地位は「謀将」。3万年前から皇帝に従軍し、伝説の「ウルトラ大戦争」にも参加したため、ウルトラ一族にも深い恨みを持っている。四天王の中では古参であるためか、新参のヤプールを快く思っていない様子。骨と肉が逆転したような外見が特徴で、扇のような形の左手「デスレムクロー」を振って天空から無数の破壊光弾を降り注がせる術「デスレムインフェルノ」は、左手を振り上げることで「天地煉獄光」として地面から放つことも可能。
地位の通り卑劣な謀略を好み、月から帰る途中のフェニックスネストを襲撃し、あえて脱出させたジョージ以外のクルー全員を人質にとる。そしてジョージを通してメビウスに「自分との戦いで完全に敗北しろ」と伝え、動揺したメビウスを初戦で叩きのめす。これは人類とメビウスの不和を生み出そうという意図を組み込んだもので、その目論見通り本気を出せないメビウスとGUYSに世論は厳しい批判を向けてしまい、メビウスを一時的に人間不信へ陥れる。しかしテッペイの機転で地上の電波受信機に向けて発信されたGUYSクルーのメッセージを受けて再び気力を取り戻したメビウスに圧倒され、人質にとったフェニックスネストを破壊しようとするも救援に現れたウルトラマンジャックに阻まれ、最後はバーニングブレイブのメビュームバーストとジャックのスペシウム光線を立て続けに受けて爆死した。
後日譚に当たる『ウルトラマンプレミアステージ』では暗黒エネルギーの影響で他の四天王共々復活。皇帝を復活させるためにファントン星人の息子フォンタが持つ絵本「星空の涙」を大人気なく本気で狙う。多数の怪獣・宇宙人軍団を引き連れてメビウスやGUYS、ウルトラ兄弟を苦しめるが、最後はウルトラ兄弟たちの救援に駆けつけたウルトラマンネクサスとウルトラマンマックス、ウルトラマンゼノンに倒された。
- 声：郷里大輔
- スーツアクター：相馬絢也
- デザインは酉澤安施が担当。デザインコンセプトは筋肉と骨の逆転[194]。
- 初期の名称はジェノア[194]。
- 「デスレムインフェルノ」や「天地煉獄光」の名称は『大怪獣バトル ULTRA MONSTERS NEO』にて付けられた。

### 策謀宇宙人 デスレム（G）
『ウルトラマンメビウス外伝 ゴーストリバース』に登場。
暗黒四天王の謀将デスレムがゴーストとなって復活したもので、デスレム（G）とも呼ばれる。同じく復活した他の四天王と共にギガバトルナイザーを狙う。ビームミサイルキングやクラッシュライザーなどロボット怪獣の指揮を担当している。
てれびくん版ではインペライザー軍団を率いてウルトラマンレオを人質に取り、ウルトラマンタロウをインペライザー軍団と戦わせるが、ウルトラマンキングのキングハンマーを持って加勢に来たアストラの活躍により、レオを救出されて計画を阻止されてしまう。その後、メビウスを球体に閉じ込めてウルトラ兄弟を誘い出し、浮遊大陸ごとウルトラ兄弟を消し去ろうと、呼び出したビームミサイルキングのミサイル攻撃でウルトラ兄弟を攻撃するが、ウルトラの父やウルトラの母に妨害されたうえ、乱入してきたメカザムとビームミサイルキングの戦いに際し、誤ってビームミサイルキングを破壊する。最後の足掻きとばかりに自身の火球攻撃でウルトラ兄弟を倒そうとするが、ウルトラの父のファザーショットを受けてよろけたところにヤプールが送り込んだバキシマムの角で串刺しとなり、絶命する。
『テレビマガジン』版ではクラッシュライザーを操ってメビウス、タロウ、レオ、80、メカザムを攻撃するが、レオのキックとメカザムのソードザンバーで倒された。
OV版ではアーマードメフィラスと共に先立って行動しており、炎の谷に入るのに苦労していたが、エースとタロウに発見される。タロウになぜ蘇ったのかを聞かれた際には「ウルトラ戦士に復讐するまでは何度でも蘇る」と高らかに言い放つ。戦闘後が2人を捕らえるが、ギガバトルナイザーの力で特殊なフィールドを打ち消されて救出されたことにより、最後はタロウと戦うもストリウム光線で倒された。今作ではデスレムインフェルノなどは使用していないが、新たに顔の点滅部分から光線を発射する技を見せている。このほか、テレビ版とは逆にヤプール（メビウスキラー）と仲が良さそうな描写が見られた。また、メビウスが自分たちの要求を受け入れてギガバトルナイザーを取りに行った際には飛び跳ねて喜んだり、ギガバトルナイザーが手に入ると雄叫びを上げるように喜んだりするなど、メフィラスと同様に口調やテンションが高くなっている。
- 声はテレビシリーズと同様に郷里大輔が担当。
- 名前につくGは「ゴースト」を意味している。

### 『ウルトラゾーン』に登場するデスレム
『ウルトラゾーン』第16話のコントパート「怪獣マッサージ」に登場。
マッサージ店に来店し、部下は手がハサミやムチの者が多いのでマッサージしてもらうのには向いていないことや、上司である皇帝（＝エンペラ星人）の気まぐれに振り回されていることなどを話す。最初は気持ち良さそうにマッサージを受けるが、すぐに話を自分の方に持っていく整体師に次第に苛立ち、ついには怒って帰ってしまった。
- 声：河野洋一郎
- 第20話のアイキャッチでは、飲み屋街でシーボーズと肩を組んでいる姿が描かれている[241]。

### その他の作品に登場するデスレム
- 映画『大怪獣バトル ウルトラ銀河伝説 THE MOVIE』では、百体怪獣ベリュドラの首を構成する怪獣の1体となっている[99]。
- 2009年のHONDA「ステップワゴン スパーダ」のCMでは、スパーダを恐れて他の怪獣と共に道を空ける役で出演している。
- 「ウルトラマンゼロ＆オールスターウルトラマン超絶!!ウルトラリーグ」（テレビマガジン版2011年8月号掲載分）ではアーマードメフィラス、グローザムと共に宇宙空間を飛行するウルトラマンゼロを襲撃するが、助けに現れたウルトラマンダイナとウルトラマンコスモス（ルナモード）により形勢が逆転、最後はゼロのゼロツインソードでグローザム共々敗れた。

### デスレ星雲人
デスレムの同種族であり、『ウルトラゼロファイト』以降の作品に登場する。

#### デスレ星雲人・炎上のデスローグ
『ウルトラマン列伝』内のアクションドラマ『ウルトラゼロファイト』第2部「輝きのゼロ」に登場。
デスレ星雲人で、「あのお方」と呼ばれる何者か（暗黒大皇帝カイザーダークネス）に仕えてウルトラマンゼロの戦闘力・能力を探る宇宙人集団ダークネスファイブの一人。容姿はデスレムと同じだが、目の色が赤くなっているのが特徴。他の4人と異なり言葉を話さず「グオオオ」という唸り声だけを発する。そのため、自らの名乗りもグロッケンに代弁してもらっている。また、彼によると一人称は「俺」。武器は左手から放つ火炎や火球。
ゼロとテンペラー星人・極悪のヴィラニアス、タイラントの戦いにグロッケンと共に乱入。動きを封じられたゼロを袋叩きにするが、駆けつけたウルティメイトフォースゼロに妨害され、ミラーナイトと対決する。その途中でゼロダークネスが出現しウルティメイトフォースゼロに襲いかかると、他のメンバー共々戦いを傍観する立場に回るが、ゼロダークネスよりベリアルの魂が抜け覚醒したシャイニングウルトラマンゼロのシャイニングスタードライヴによりベリアルの魂が消滅したため、状況を不利と判断したメフィラス星人・魔導のスライの指示を受け他のメンバーと共に撤退。エピローグにて時間逆行によりかつての肉体を取り戻したベリアルと再合流した。
- 声：岡崎聖（加工）[245]
- デスレムの同族を『ウルトラゼロファイト』に登場させるにあたり、企画担当の岡崎聖は『ウルトラマンメビウス』のプロデューサー・渋谷浩康や脚本家・赤星政尚と相談し、種族名を設定した[246]。
- 「デスローグ」という名はLogue（言葉）から取られており、「言葉を黙殺している」といったイメージで名付けられた[247]。
- 『ウルトラマン列伝』第100話および第103話と、『新ウルトラマン列伝』第48話では復活したベリアルと合流して以降の動向が描かれた[248]。
  - 第100話では、ベリアルや他のダークネスファイブのメンバーと共に番組をジャックする。言葉を話さないため解説やコメントこそしないものの、驚いたり焦ったりすると大きくリアクションをとる。だが、放送時間が残り少なくなってもベリアルが怪獣を100体紹介しきれていないことに焦り、続きは次の機会にした方がいいことをスライからベリアルに進言させるが、それにベリアルが激怒して暴れ出したため、慌てて他のメンバーと共にベリアルを止めに行ったところで放送を終了した。
  - 第103話では、100体怪獣の紹介が失敗して不機嫌なベリアルの機嫌を直すべく再び番組ジャックを行い、ダークネスファイブの同族宇宙人たちをベリアルに紹介する。自身はデスレムを紹介し、エンペラ星人の四天王の一角であったことや火球による攻撃、卑劣な謀略に優れていることなどを語るが、唸り声だけで聞き取れないため、グロッケンに通訳してもらっていた。その後、結局はウルトラ戦士に敗れることを自嘲したベリアルに一度は別れを告げられるが、他のメンバーと共に死ぬまで仕えると必死に呼びかけたことで、他のメンバー共々ベリアルから晴れて忠誠心を認められ、自分たちの「守るべきもの」を探すべくベリアル軍団の新たな覇道を開始した。
  - 『新ウルトラマン列伝』第48話では全ての宇宙を支配するというベリアルの野望のためには様々な宇宙を知る必要があるとして、スライから『大怪獣ラッシュ』の宇宙であるプラズマギャラクシーについて教えてもらうことになったが、様々な用語が出てきたことから頭がオーバーヒートしている様子を見せた。
  - 続く『新ウルトラマン列伝』第49話では前回の続きに当たるバルタン星人たちについての会話時は不在だったが、会話終了後に突然現れ長らく行方不明だったヒッポリト星人・地獄のジャタールが戻ってきたことを伝えに来た。最後はベリアルや仲間たちと共にプラズマギャラクシーへ旅立つ。
  - 当初は声にエフェクトが掛かっていたが、 ヴィラニアスとグロッケンと共に『新ウルトラマン列伝』第48話以降からは完全に無くなった。
  - アーケードゲーム『大怪獣ラッシュ ウルトラフロンティア』では第4弾から参戦する。異名は「腕から放つ炎で敵を薙ぎ払う豪炎の使い手」。武器はヘヴィガン。
  - 『ウルトラマンジード』第25話では、ベリアルの記憶における回想シーンにダークネスファイブの他のメンバーやストルム星人 / 伏井出 ケイ（ふくいで ケイ）と共に登場している。

#### 『大怪獣ラッシュ ウルトラフロンティア』に登場するデスレ星雲人
データカードダスおよびそれを元にしたCGショートムービー『大怪獣ラッシュ ウルトラフロンティア』に登場。
デスレ星雲人デフレイム
第1弾より登場。「炎遣いのオールラウンダー」の異名を持つ。炎の剣インフェルノソードを武器とし、知力での戦い、体力の戦いどちらにも優れた能力を発揮する。
デスレ星雲人デスラル
第2弾より登場。「鉄（くろがね）の魔導師」の異名を持つ。重鉄鋼のブラックスチールボーンで身を固め、炎を操る杖デスレステッキを武器とする。デスレステッキで出現させた炎を円盤状にして放つ「フレイムソーサラー」という攻防一体の技を持つ。
デスレ星雲人デスレード
第2弾より登場。「鉄骨の死神」の異名を持つ。超金属のメタルボーンを身に纏い、長槍デスレファイヤーアローを武器とする。技を極めて自らを高めるストイックな性格の持ち主。かつて、グローザ星系人グロールとはライバル関係にあったと言われている。
デスレ星雲人ダイロ
第5弾より登場。「神出鬼没の前科500犯」の異名を持つ、脱獄ハンターズの策士。通常のデスレ星雲人と異なり、体色は紫。他のハンターのインセンティブを転送時に掠め取るのが得意。また、外骨格の一部を外して脱獄時の七つ道具とする。
テレビ版では2ndシーズンの「SUPER-EARTHGOMORA Hunting」第3話に登場し、ラッシュハンターズが獲得したプラズマソウルを密かに掠め取っていたが、他のメンバー共々メフィラス星人シックルに捕えられ、カードに変えられてしまった。声は木村昴。

## 冷凍星人 グローザム
第43話「脅威のメビウスキラー」から第46話「不死身のグローザム」に登場。
皇帝であるエンペラ星人に仕える暗黒四天王の1人で地位は「豪将」。デスレムと同じく3万年前から皇帝に従軍しており、伝説の「ウルトラ大戦争」にも参加した。氷の塊のような鋭角的な体とランタン・シールドのような両腕が特徴。人間と同じ大きさになることもでき、その時は青いローブをまとっている。狡猾で卑劣な作戦を行なったヤプールやデスレムとは違い、正面から挑んでメビウスを倒そうとするが、性格は横暴で、自らの強さに慢心しきっている。人間やウルトラ戦士を甘く見ており、メフィラス星人の忠告にもまるで耳を貸さなかった。武器は口から放つ冷気「ヘルフローズンブレス」と両腕の剣（槍）「グローザムブレード」。一息でダムひとつを完全に凍結させ、ビームさえも氷柱に変えるほどの冷気を放つ（本人は「その気になれば地球全てを氷結させることもできる」と豪語する）上、傷ついてもすぐに再生することから「不死身のグローザム」の異名を持つ。
メビウスとの初戦ではメビュームシュートはおろかメビュームバーストを受けても瞬時に再生しメビウスを圧倒、助太刀に入ったファイヤーウインダムもまったく歯が立たず一蹴する。さらにはメビウスの腹部を剣で貫いて完全に体を凍結させた状態でダムの壁面へ磔にし、その様子を地球人たちに見せつけ絶望感を植えつけた上、あえて止めを刺さずにメビウスを餌にウルトラ兄弟を誘い出してこれをもろとも倒そうと企んだ。その後、GUYSのマリナとコノミがかつての防衛チーム（ウルトラ警備隊）が残した戦績を元に考案した新型メテオール「マグネリウム・メディカライザー」を用いてメビウスの治療を試みた際にこれを妨害すべく再出現するも、駆けつけたウルトラセブンに防がれる。アイスラッガーで体を両断されても瞬時に再生し、メビュームシュートとエメリウム光線の合体攻撃を受けて爆散しても、なお再生しようとする強靭さを見せつけるが、フジサワ・アサミ博士考案によるもう1つの新型メテオール「マクスウェル・トルネード」（炎の竜巻）の直撃を体が粉々になった状態で受け、再生能力が間に合わず完全に溶けて蒸発。格下と侮った地球人に倒される形となった。
後日譚に当たる『ウルトラマンプレミアステージ』では暗黒エネルギーの影響で他の四天王共々復活。皇帝を復活させるためにファントン星人の息子フォンタが持つ絵本「星空の涙」を狙う。エネルギーの消耗が激しいメビウスを以前と同様に苦しめるなど相変わらずの自信と強さを見せるが、最後はウルトラマンゼアスとウルトラマンナイスとの戦いで、2人のギャグに突っ込み、そこで油断した隙を突かれて敗北。またしても格下と侮った相手に倒される形となった。
DXウルトラコクピット版『ウルトラマンメビウス外伝 超銀河大戦』にも登場し、この時の復活の原因は不明だが、本人いわく不死身だかららしい。インペライザーを送り込んだ後、再びメビウスと戦い勝利するがセブンにはやはり敵わず、テレビシリーズと同じく「マクスウェル・トルネード」で消滅した。
- 声：江川央生（『超銀河大戦』でも担当）
- スーツアクター：寺井大介
- デザインは酉澤安施が担当。『ウルトラマンネクサス』以前に酉澤が携わっていた企画でのデザインが元になっている[194]。
- 初期の名称はグレイザー[194]。
- 人間大時のローブはソリチュランのものを流用[194]。頭部は巨大化時のものとは別造形（口が開閉する）[194]。
- 「ヘルフローズンブレス」や「グローザムブレード」の名称は『大怪獣バトル ULTRA MONSTERS NEO』にて付けられた。

### その他の作品に登場するグローザム
- 映画『大怪獣バトル ウルトラ銀河伝説 THE MOVIE』では、百体怪獣ベリュドラの右腕を構成する怪獣の1体となっている[99]。
- 2009年のHONDA「ステップワゴン スパーダ」のCMでは、スパーダを恐れて他の怪獣と共に道を空ける役で出演している。
  - 2010年の円谷プロエイプリル・フールネタでは、自身の頭文字がGであることに因んで血液型をG型だと述べている。
- 『ウルトラマンゼロ＆オールスターウルトラマン超絶!!ウルトラリーグ』（テレビマガジン版2011年8月号掲載分）ではアーマードメフィラス、デスレムと共に宇宙空間を飛行するウルトラマンゼロを襲撃するが助けに現れたウルトマンダイナとウルトラマンコスモス（ルナモード）により形勢が逆転、最後はデスレム共々ゼロのゼロツインソードに敗れた。
- テレビアニメ『SSSS.GRIDMAN』第3話では、新条アカネの部屋の棚にグローザムのフィギュアが飾られている[160][161]。同話でグリッドマンが敗北するという展開からウルトラマンを倒した怪獣でまとめられている[160][161]。

### 冷凍星人 グローザム（G）
『ウルトラマンメビウス外伝 ゴーストリバース』に登場。
暗黒四天王の豪将グローザムがゴーストとなって復活したもの。同じく復活した他の四天王と共にギガバトルナイザーを狙う。
てれびくん版では浮遊大陸内部にある氷付いた部屋でウルトラマンタロウを待ち伏せしており、既にジャック、エース、ヒカリを氷漬けにしていた。タロウの活躍で救出されたウルトラ兄弟の光線技を一斉に浴びて粉砕されても再生するが、4人のファイナルクロスシールドによって光の結界の中に封じ込められる。
テレビマガジン版ではペギラ、ガンダー、スノーゴンの冷凍怪獣軍団を率いてウルトラ兄弟を氷漬けにするも、メカザムの活躍によりウルトラ兄弟は復活。メカザムと協力したウルトラ兄弟に敗北し、不吉な予言を残しながら爆発した。
OV版では宇宙の異変を調査していたメビウスをインペライザーと共に襲撃。その後、他の四天王と合流する。一度エースとタロウを捕らえるも、ギガバトルナイザーの力で特殊なフィールドを打ち消され、救出される。その後ヒカリと戦うが、放り投げられてグロッキー状態になり、さらにギガバトルナイザーを奪うためにアーマードメフィラスの光弾「ショックバスター」によって爆破された。
本作品ではヘルフローズンブレスとは別に、氷弾を吐き出す技を使用している。
- 声はテレビシリーズと同様に江川央生が担当。
- 名前に付くGは「ゴースト」を意味する。

### 『大怪獣バトル ULTRA MONSTERS NEO』に登場するグローザム
『大怪獣バトル ULTRA MONSTERS NEO』第3話「不死身の挑戦者」、第11話「復活の暗黒魔鎧装」に登場。
キリエロイドと戦う主人公とカネゴンの前に現れる。キリエロイドを「ヘルフローズンブレス」で氷漬けにし、インペライザーを召喚して主人公とカネゴンにも襲いかかる。バトルナイザーの怪獣によって倒されるも再生能力で復活し、再び主人公とカネゴンを地球もろとも凍り付けにしようとするが、そこへ現れたウルトラマンティガのゼペリオン光線を受けて再び倒された。
しかしその後、ダークネスフィア内部にたたずむアーマードダークネスを発見した主人公たちの前に再び姿を現し、アーマードダークネスの力によって後述のアーマードグローザムとなる。
ステータスはディフェンスとスピードが高いがアタックが低め。必殺技は原作を再現した「ヘルフローズンブレス」、「グローザムブレード」の他、ヘルフローズンブレスで凍らせた敵をグローザムブレードで切り刻む「ブリザード斬」という必殺技がある。この必殺技は冷気属性攻撃の中では最大威力を誇る。また、デスレムと組むことで「双天煉獄氷斬」というタッグ必殺技を発動可能。
- 声は『ウルトラマンメビウス』と同様に江川央生が担当。

#### アーマードグローザム
『大怪獣バトル ULTRA MONSTERS NEO』第11話「復活の暗黒魔鎧装」に登場。
大怪獣バトルオリジナルキャラクターで、グローザムがアーマードダークネスの力によりパワーアップした姿。紫色のアーマードダークネスの装甲のようなものが全身に着いている（カードの解説によれば、グローザムのために作られた鎧らしい）。元々冷気攻撃が得意だったが、アーマード化することにより、両腕の剣に炎と冷気をそれぞれ纏わせて敵を連続で斬り付ける「フロストブレイズ」や、冷気で凍結させた後、火球で攻撃する「インパクトツイン」、全身に炎を纏い強烈な火炎を浴びせかける「アーマードインフェルノ」といった闇、高熱属性の攻撃が可能となる。主人公の怪獣と戦うが敗北して爆死する。
ステータスはグローザムのアタックとディフェンスを強化し、スピードを少し落としたとものである。また、アーマードメフィラスと組ませることでタッグ必殺技「暗黒双魔刃」を発動可能。
- 声は強化前と同様に江川央生が担当。

### グローザ星系人
グローザムの同種族であり、『ウルトラゼロファイト』以降の作品に登場する。

#### グローザ星系人・氷結のグロッケン
『ウルトラマン列伝』内のアクションドラマ『ウルトラゼロファイト』第2部「輝きのゼロ」に登場。
「あのお方」と呼ばれる何者かに仕えてウルトラマンゼロの戦闘力・能力を探る宇宙人集団ダークネスファイブの一人。容姿はグローザムと変わらないが、目の色が赤くなっているのが特徴。一人称は「俺」または「俺っち」で、常に「ヒエ、ヒエ、ヒエ、」「ケケケ」と笑い声を上げ、名乗りをあげた後に「よろしくぅ」と挨拶するなど言動は軽いが、「自由競争、早い者勝ち」と称してゼロを倒す手柄を横取りしようとするなどずる賢い一面も持つ。グローザム同様炎すらかき消すほどの冷気を操り、「ブリザードォ！」の叫び声と共に全身を冷気で包んで敵に突撃する技を持つ。
ゼロとヴィラニアス、タイラントの戦いにデスローグと共に乱入。ヘルフローズンブレスでゼロの右足を凍らせ動きを封じ、そのまま袋叩きにするが、駆けつけたウルティメイトフォースゼロに妨害され、グレンファイヤーと対決、「氷は炎には絶対勝てない」ということをジャンケンに例えて挑発されるが、負けじと挑発し返して互角の冷気を見せ付けた。その途中でゼロダークネスが出現しウルティメイトフォースゼロに襲いかかると、他のメンバー共々戦いを傍観する立場に回るが、ゼロダークネスよりベリアルの魂が抜け覚醒したシャイニングウルトラマンゼロのシャイニングスタードライヴによりベリアルの魂が消滅したため、状況を不利と判断したスライの指示を受け他のメンバーと共に撤退。エピローグにて時間逆行によりかつての肉体を取り戻したベリアルと再合流した。
- 声：外島孝一
- グローザムの同族を『ウルトラゼロファイト』に登場させるにあたり、企画担当の岡崎聖は『ウルトラマンメビウス』のプロデューサー・渋谷浩康や脚本家・赤星政尚と相談し、種族名を設定した[246]。
- 「グロッケン」という名は「グローザ星系人」と「ブロッケンの妖怪」を合わせたもの[247]。
- 『ウルトラマン列伝』第100話および第103話と、『新ウルトラマン列伝』第48話および第49話では復活したベリアルと合流して以降の動向が描かれた[248]。
  - 第100話ではベリアルや他のダークネスファイブのメンバーと共に番組をジャックし、解説やコメントを行う。ヴィラニアスと共にコミカルなコメントや突っ込みも多数する。だが、放送時間が残り少なくなってもベリアルが怪獣を100体紹介しきれていないことに焦り、続きは次の機会にした方がいいことをスライからベリアルに進言させるが、それにベリアルが憤怒して暴れ出したため、慌てて他のメンバーと共にベリアルを止めに行ったところで放送を終了した。
  - 第103話では100体怪獣の紹介が失敗して不機嫌なベリアルの機嫌を直すべく再び番組ジャックを行い、ダークネスファイブの同族宇宙人たちをベリアルに紹介した。自身はグローザムを紹介し、エンペラ星人の四天王の一角であったことや冷凍能力、再生能力を自慢し、デスレムを解説するデスローグの通訳も行う。また、グローザムを「先輩」、デスレムを「さん」付けで呼ぶなど先輩を立てるという一面も見せた。その後、結局はウルトラ戦士に敗れることを自嘲したベリアルに一度は別れを告げられるが、他のメンバーと共に死ぬまで仕えると必死に呼びかけたことから、他のメンバー共々ベリアルから晴れて忠誠心を認められ、自分たちの「守るべきもの」を探すべくベリアル軍団の新たな覇道を開始した。
  - 『新ウルトラマン列伝』第48話では全宇宙を支配するというベリアルの野望のためにはさまざまな宇宙を知る必要があるとして、スライから『大怪獣ラッシュ』の宇宙であるプラズマギャラクシーについて教えてもらう。ラッシュハンターズの解説の際には、マグママスター・マグナの同族であるマグマ星人を紹介し、その行動にダメ出しをする一方でマグナに関しては一目置いていた。
  - 続く第49話では前回からの続きでバルタン星人の話をしていた際、5代目が80を動物園に送り込もうとしていたことを知った際は自分も見に行くとバルタン星人を応援していた。その後、ベリアルが列伝第100話でウルトラマンジョーニアスに興味を持っていたことからジョーニアスの世界を調べていたことを明かし、ジョーニアスもバルタン星人と戦ったことがあるという事実を他の仲間に教えていた。その後、ベリアルや他の仲間たちと共にプラズマギャラクシーへ飛び立つ。なお、同話でダークネスファイブに復帰したヒッポリト星人・地獄のジャタールの名前については、ヴィラニアスとデスローグと共に完全に忘れていた。
  - 当初は声にエフェクトが掛かっていたが、 ヴィラニアスとデスローグと共に『新ウルトラマン列伝』第48話以降からは完全に無くなった。
  - アーケードゲーム『大怪獣ラッシュ ウルトラフロンティア』では第4弾から参戦する。異名は「狙った手柄は逃さない極寒なる冷気の使い手」。武器はロングライフル。
  - 『ウルトラマンジード』第25話では、ベリアルの記憶における回想シーンにダークネスファイブの他のメンバーやストルム星人 / 伏井出 ケイ（ふくいで ケイ）と共に登場している。

#### 『ウルトラマンジード』に登場するグローザ星系人
『ウルトラマンジード』第11話「ジードアイデンティティー」に登場。
シャドー星人ゼナ率いるAIBの一員。オープンカフェでくつろぐ伏井出ケイを、ゼナや愛崎モア、同僚たちと共に本部から地球人と同様のスーツ姿で監視するが、ウルトラマンベリアルとの超光速通信で監視に気づいたケイに監視用機器を破壊され、本部にまでおよぶその爆発に動揺する。

#### 『ウルトラマンクロニクル ZERO&GEED』に登場するグローザ星系人
『ウルトラマンクロニクル ZERO&GEED』に登場。
ビヨンド学園のゼロ組に通う男子学生の1人であり、学生服を着用して口調も若々しい。
- 声：中西南央[251]

#### 『劇場版 ウルトラマンタイガ ニュージェネクライマックス』に登場するグローザ星系人
映画『劇場版 ウルトラマンタイガ ニュージェネクライマックス』に登場。
高性能ライフルでヒロユキを狙撃しようとするが、朝倉リクのパンチで倒される。

#### 『ウルトラマンデッカー最終章 旅立ちの彼方へ…』に登場するグローザ星系人
映画『ウルトラマンデッカー最終章 旅立ちの彼方へ…』に登場。

### 『大怪獣ラッシュ ウルトラフロンティア』に登場するグローザ星系人
データカードダス『大怪獣ラッシュ ウルトラフロンティア』に登場。
グローザ星系人グランザー
1弾より登場。「不死身の冷凍星人」の異名を持つ。氷の盾ブリザードシールドと、絶対零度の氷の槍ヘビィランサーを武器とする。
グローザ星系人グロウラン
2弾より登場。「百発百中のアーチャーシュート」の異名を持つ。2対あるグローザアーチャーは、両手に持つと胸部にあるアローヘッドへ凍気のオーラ弦が張られ、氷の矢を連続で放つ。人呼んで「凍伐のグロウラン」。
グローザ星系人グロール
2弾より登場。「絶対零度のハンマー使い」の異名を持つ。絶対零度の冷気を伴うトンファー型武器スレッジハンマーは、骨をも砕く威力があることから「ボーンブレイカー」とも呼ばれる。デスレ星雲人デスレードとはかつての動乱時代に死闘を繰り広げた過去を持つ。

## 悪質宇宙人 メフィラス星人
第43話「脅威のメビウスキラー」から第47話「メフィラスの遊戯」に登場。
皇帝であるエンペラ星人に仕える暗黒四天王の1人で、地位は「知将」。かつて、ウルトラマンやウルトラマンタロウと対決したメフィラス星人の同族で、GUYSのドキュメントSSSP、ドキュメントZATにデータが記録されている。性格や口調は初代と同じ紳士的なものだが、慇懃無礼な態度で敬語を使ったり、初代は右手から放っていたグリップビームを左手からも放ったりするなどの違いもある。地位にも表されている知能指数1万の知性から、実質的な四天王のまとめ役を担っている模様。見せしめのためにあらかじめ連れて来て出現させたグロマイトの攻撃を簡単に弾き返し、グリップビームの一撃で葬り去るほか、ウルトラマンの八つ裂き光輪を素手で砕き、スペシウム光線を回避するが、グリップビームについてはまったく通用しなかった。
暗黒四天王最後の1人として、ヒビノ・ミライ＝ウルトラマンメビウスを最も屈辱的な方法で倒すべく、作戦を開始する。円盤に搭載されたキリアン・リプレイサーという記憶改変装置から放射される、特殊な波動を使って人間たちのメビウスに関する記憶を自身に書き換えて立場を入れ替え、自身が地球を守る存在と誤認させ、自分の手を汚さずにGUYSにメビウスを侵略者として倒させようと試みる。ウルトラマン＝ハヤタにも、「自分が直接手出ししない代わり、メビウスに加勢しない」ように要求する。しかし、ミライの必死の呼びかけと、以前ミライが自作して渡したお守りによってテッペイが正気に戻ったことや、テッペイの呼びかけにリュウたちの心が揺らいで手を出せないでいることに激昂して円盤で攻撃するも、メビウスに変身して自身を盾にしたミライに攻撃を防がれる。それを見て目覚めたリュウたちにガンフェニックストライカーのバリアントスマッシャーで円盤を破壊されると、円盤から脱出して巨大化し、バーニングブレイブとなったメビウスやGUYS、ウルトラマンに変身したハヤタと空中戦を展開する。だが、ウルトラマンから「自ら手を出した時点で、自分の仕組んだゲームにおいて負けている」ということを指摘されると潔く負けを認め、再挑戦を言い残してテレポートで地球を去る。その直後、宇宙空間に出たところでインペライザー軍団を引き連れて地球へ接近していた皇帝（エンペラ星人）から粛清として放たれたレゾリューム光線を受け、自分もすでにゲームの不要になった駒であることを悟りつつ、処刑される。
- 声：加藤精三
- スーツアクター：福田大助
- 初代や二代目との関連については劇中では明言されないが、設定では別人とされており、初代や二代目とは兄弟関係であることを思わせる解説もされている[252][254]。また、円谷プロ公式サイトのエイプリルフール企画であるM-78（エムナナハチ）でも、初代が「あれは自分の弟だ」と発言する[要文献特定詳細情報]。
- 第47話監督のアベユーイチは、メフィラス星人の容姿から黒猫を連想して演出で用いようとしていたが、実現しなかったために黒い服の子供たちを登場させた[143]。
- 初期案では四天王にメフィラス星人は入っておらず、女性宇宙人や英国紳士風の宇宙人がウルトラマンの相手として考えられていた[173]。劇場版『ウルトラマンメビウス&ウルトラ兄弟』でも、群れて戦うイメージではないとして宇宙人連合の選定から外されている[255]。

## 暗黒宇宙大皇帝 エンペラ星人
第48話「最終三部作I 皇帝の降臨」から第50話（最終回）「最終三部作III 心からの言葉」に登場。
3万年前に怪獣軍団を率いて光の国に侵攻した宇宙人で、宇宙警備隊が結成されるきっかけとなったウルトラ大戦争を引き起こした元凶。その戦いの中でウルトラの父のウルティメイトブレードとエンペラブレードで一騎討ちを繰り広げ、右脇腹にはその古傷がある。その姿は各部にウルトラ族に似た意匠を持ち、黒い鎧とリフレクターマントを身に纏っている。暗黒四天王やインペライザーなどを操っていた「皇帝」の正体にして、数々の宇宙人や宇宙怪獣を引き寄せた時空波や、ボガール死滅後も出現し続けた地球怪獣など、『ウルトラマンメビウス』における様々な怪獣事件の黒幕であり、M78（光の国）ウルトラシリーズ最大の敵でもある。
設定では、彼の母星を照らしていた太陽が光を失ったことで母星は死の星となり、ただ1人生き残った彼は暗闇の中を彷徨っているうちに闇の力を得るとともに、光あるものすべてに憎しみを抱き、その事件やウルトラ大戦争のことからウルトラ一族にも強い憎悪を抱くことになった。「エンペラ星人」という名前は自称に過ぎず、彼自身は唯我独尊の存在であり、エンペラ星や他の同族は現存しない。
主な能力は、右手から放つレゾリューム光線と左掌から放つ強力な重エネルギー波動。赤黒い炎を纏いながら空を飛び、太陽の黒点を異常発達させ、太陽から光を奪うほどの恐ろしい力を持つ。
ウルトラ一族だけでなく、それに味方する地球人類までも滅ぼそうと、世界各国に13体のインペライザーを送り込むと同時に宣戦布告し、地球人にメビウスを捜し出して地球から追放するように要求する。しかし、地球人がそれを拒否したため、インペライザーを一斉に起動させるが、一掃された後、自身も遂に姿を現す。地面に降りたっただけで周囲の建物が炎を上げながら倒壊し、空は立ち込めた暗雲に包まれる。救援に駆けつけたサイコキノ星人カコ、宇宙剣豪ザムシャー、ハンターナイトツルギ＝ウルトラマンヒカリの攻撃を微動だにせず受け止めては弾き返し、逆に一撃で戦闘不能にまで追いやる。いずれの行動も片腕を動かすだけなど戦闘のために動くことはほとんどなく、非常に余裕のある態度が見られる。ヒカリが放った、ザムシャーの遺品である星斬丸による一撃で左足に傷を負わせられるも勢いは衰えず、メビウス＝ヒビノ・ミライも一度はレゾリューム光線で撃退・消滅させ、アイハラ・リュウと一体化して復活したヒカリも退ける。
しかし、ウルトラマン、ウルトラセブン、ウルトラマンジャック、ウルトラマンエースのウルトラ兄弟からの声援で、希望を見出して奮起したカザマ・マリナ、イカルガ・ジョージ、アマガイ・コノミ、クゼ・テッペイのGUYSクルーの変身によって、ミライ＝メビウスはメビウス フェニックスブレイブになって復活し、さらにサコミズ・シンゴ隊長と一体化したゾフィーも出現。レゾリューム光線で再び撃退しようとするも効かず、メビウス フェニックスブレイブとゾフィーがファイナルメテオールのスペシウム・リダブライザーを通して放ったメビュームナイトシュートとM87光線（Aタイプ）の合体光線を受け、さらにメビュームフェニックスを食らった後、「ウルトラマンと人類の絆」に負けたことを悟りつつ、光へと昇華された。黒点の異常発達で光を失った太陽も、ウルトラ兄弟（件の4人、ウルトラマンタロウ、ウルトラマンレオとアストラ、ウルトラマン80）によって元に戻された。
しかし、エンペラ星人を失ったことによってアーマードダークネスの起動や、復活した暗黒四天王によるギガバトルナイザーを狙った暗躍など、様々な事件も発生し、死後もなお、ウルトラ戦士たちを苦しめていくことになる。
- 声：内海賢二
- スーツアクター：末永博志
- デザインは酉澤安施。デザインイメージは「黒いウルトラマン」[261]。当初はプロデューサーの渋谷浩康の案で鎧を着たウルトラマンのようなイメージでデザインされていたが、特技監督の原口智生の要望により鎧を着ているように見えない形に修正され、最終的に『ウルトラマンタロウ』での内山まもるのイラストから大きく外れないようなデザインとなった[261]。
- 第48話はサブタイトルは「皇帝の降臨」であったが、第49話冒頭ではまだエンペラ星人が地球に降りていないことになったため、第48話での降臨は見送られた[262]。
- エンペラ星人が光となっていく様は、第1話でのメビウスが光の粒子から現れるシーンとの対比になっている[106]。
- エンペラ星人との決着を命を奪う行為ではなく、むしろ闇の存在であった彼を対極へと変えることで「共生」する道を開いたと解釈している[263][264]。

## 岩力破壊参謀 ジオルゴン
『ウルトラマンメビウス外伝 超銀河大戦』（『てれびくん』版「戦え!ウルトラ兄弟」（内山まもる））に登場。
エンペラ軍団の残党。軍団の闇の2大幹部と恐れられた岩石状の宇宙生命体。暗黒四天王と共に3万年前のウルトラ大戦争に従軍していた経験も持ち、エンペラ星人への忠誠心は厚い。「ぐふっ」が口癖で、「参謀」という肩書きの割には力押しで粗雑な面が目立つ。ウルトラ兄弟の合体光線を受けても無傷でいるなど高い防御力を誇り、強烈な体当たり「ゴーゴンデストラクション」や目からの怪光線を使い戦う。さらにはタロウとメビウスの合体技ダブルダイナマイトを受けて粉々になっても個々のパーツが動き出すなど、インペライザーやグローザムをも越える生命力も持つ。エンペラ星人の仇を討つべくウルトラ兄弟と対決し、前述の能力で苦しめるが、ゾフィーが持ってきたウルトラキーから発射されたエネルギーで溶解し消滅する。
- 元は『てれびくん』の『強敵宇宙人デザインコンテスト』最優秀賞受賞作品[265]。

### ライブステージに登場したジオルゴン
ウルトラマンフェスティバル2007ライブステージ版『超銀河大戦』、2008ライブステージ第2部に登場。
ウルトラマンフェスティバル2007ライブステージではエンディール星人と共にエンペラ星人復活を目論み暗躍する。この時は鎖も武器として使う。ウルトラ戦士の攻撃から身を挺してエンペラ星人を庇うなどやはり忠義心の高さを見せるが、最後は心底忠誠を誓っているそのエンペラ星人によりアークボガール復活のための生贄にされる。
2008ライブステージ第2部にも登場しており、エンディール星人と共にアースキーを狙い、ガロウラーやザラボンを従えてティガ、ダイナ、ガイアと戦うが、彼らの救援に駆けつけたメビウスとウルトラ4兄弟によってエンディール星人や二大怪獣共々倒される。

### 『ウルトラマンゼロ』に登場するジオルゴン
雑誌「てれびくん」DVD付録のオリジナル作品『ウルトラマンゼロ 激突!テクターギアブラック!!』に登場。
ウルトラマンゼロを倒して名を上げるためにK76星に現れる。ゼロからも存在を知られていた。『超銀河大戦』の時と同様に体当たりで相手を吹っ飛ばすゴーゴンデストラクションや、体を自ら分裂して襲いかかるゴーゴニウムロックなどの技を持っている。ゼロと互角の勝負を繰り広げるが、最後は決着をつけようとしたところに、テクターギアブラックの名称不明の白い光線を浴びて消滅する。
- 声：佐藤正治
- 映像作品にジオルゴンが登場するのは、今作が最初となる。

## 知略遊撃宇宙人 エンディール星人
『ウルトラマンメビウス外伝 超銀河大戦』（テレビマガジン版「ウルトラ兄弟宇宙大決戦」）、『ウルトラマンメビウス外伝 アーマードダークネス』（テレビマガジン版）に登場。
エンペラ軍団の残党。ジオルゴンと並んで軍団の闇の2大幹部として恐れられる全身に棘の生えた単眼の宇宙人で、3万年前のウルトラ大戦争にも従軍していた。眼から放つ光線「パラライズ・アイ」や電撃ボール「エレクトロ・ポイズン」、棘を突き刺して攻撃する「ポイズンスティンガー」などの強力な武器を持つ。最初はキングジョーブラックを使いウルトラ兄弟を倒そうとするも、キングジョーブラックが倒されたのを見て業を煮やし、自らが姿を現してウルトラ兄弟を苦しめるが、最後はメビウス インフィニティーのコスモミラクルアタックで倒される。最終決戦ではアークボガールに引き連れられて複数で登場するが、ウルトラ兄弟の必殺光線であっさりと全滅する。
『テレビマガジン』版『ウルトラマンメビウス外伝 アーマードダークネス』にもアーマードダークネスを狙う宇宙人軍団の1人として登場するが、アーマードダークネスにより他の宇宙人共々敢え無く倒される。
- 元は『テレビマガジン』の『強敵宇宙人デザインコンテスト』最優秀賞受賞作品[265]。

### ライブステージに登場するエンディール星人
ウルトラマンフェスティバル2007ライブステージ版『超銀河大戦』、2008ライブステージ第2部に登場。
紳士ぶった口調で話し、光線の他に剣を使って戦う。エンペラ星人復活を企むが、その一方で皇帝を倒して自らが宇宙の頂点に立とうと企てる。エンペラ星人の目の前でも堂々と野心を露にするが、ウルトラ戦士との戦いで不利になるとエンペラ星人を倒すために協力を持ち掛け、それをエンペラ星人に知られて始末されそうになるとまた命乞いするなど、散々都合のいい方にことを運ぼうとする言動を見せた挙句、結局はエンペラ星人にアークボガール復活のための生贄にされる。
ウルトラマンフェスティバル2008ライブステージ第2部にも登場しており、ジオルゴンと共にアースキーを狙い、ガロウラーやザラボンを従えてティガ、ダイナ、ガイアと戦うが、彼らの救援に駆けつけたメビウスとウルトラ4兄弟によってジオルゴンや二大怪獣共々倒される。